# Comuna Turdaș, Hunedoara
Turdaș (în maghiară: Tordos, în germană: Tordesch, Torendorf) este o comună în județul Hunedoara, Transilvania, România, formată din satele Pricaz, Râpaș, Spini și Turdaș (reședința).

## Demografie
Componența etnică a comunei Turdaș
     Români (65,94%)
     Romi (22%)
     Alte etnii (12,06%)
Componența confesională a comunei Turdaș
     Ortodocși (76,21%)
     Greco-catolici (4,97%)
     Penticostali (4,69%)
     Alte religii (2,4%)
     Necunoscută (11,73%)
Conform recensământului efectuat în 2021, populația comunei Turdaș se ridică la 1.791 de locuitori, în scădere față de recensământul anterior din 2011, când fuseseră înregistrați 1.801 locuitori. Majoritatea locuitorilor sunt români (65,94%), cu o minoritate de romi (22%). Din punct de vedere confesional, majoritatea locuitorilor sunt ortodocși (76,21%), cu minorități de greco-catolici (4,97%) și penticostali (4,69%), iar pentru 11,73% nu se cunoaște apartenența confesională.

## Politică și administrație
Comuna Turdaș este administrată de un primar și un consiliu local compus din 11 consilieri. Primarul, Remi Bocșeri[*], de la Partidul Social Democrat, este în funcție din 2012. Începând cu alegerile locale din 2024, consiliul local are următoarea componență pe partide politice:
|  | Partid                          | Consilieri | Componența Consiliului | Componența Consiliului | Componența Consiliului | Componența Consiliului | Componența Consiliului |
|  | ------------------------------- | ---------- | ---------------------- | ---------------------- | ---------------------- | ---------------------- | ---------------------- |
|  | Partidul Social Democrat        | 5          |                        |                        |                        |                        |                        |
|  | Partidul Național Liberal       | 5          |                        |                        |                        |                        |                        |
|  | Alianța pentru Unirea Românilor | 1          |                        |                        |                        |                        |                        |

## Atracții turistice
- Ansamblul bisericii reformate din satul Turdaș, construcție secolul al XV-lea, monument istoric
- Ansamblul rural din satul Pricaz (întreaga localitate), construcție secolul al XIX-lea, monument istoric cod LMI HD-II-a-B-03417
- Ansamblul rural din satul Turdaș (întreaga localitate), construcție secolul al XIX-lea, monument istoric cod LMI HD-II-a-B-00377
- Așezare din epoca neolitică (cultura Vinča-Turdaș), satul Turdaș. Probabil o așezare protourbană fortificată de mari proporții, centru regional de producție a ceramicii. Sit cu șase orizonturi: din neoliticul timpuriu (cel mai aparte), eneoliticul timpuriu si dezvoltat, perioada dacică (epoca fierului) si cea medievala, în jurul sec. XII.[8][9][10]
- Biserica reformată din Turdaș.

## Personalități
- Aurel Vlad 1875 - 1953), deputat în Marea Adunare Națională de la Alba Iulia 1918

## Imagini

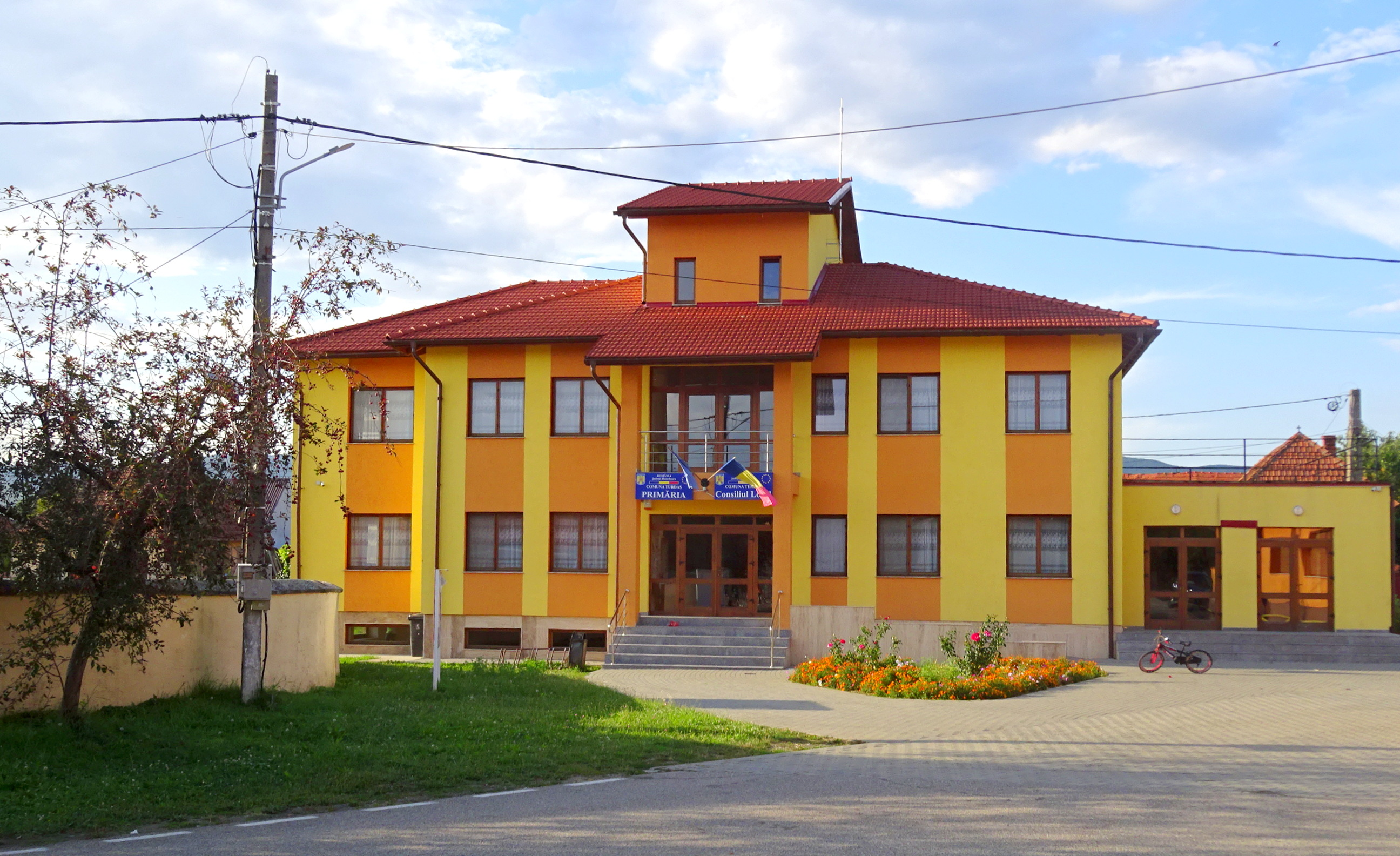
Primăria comunei
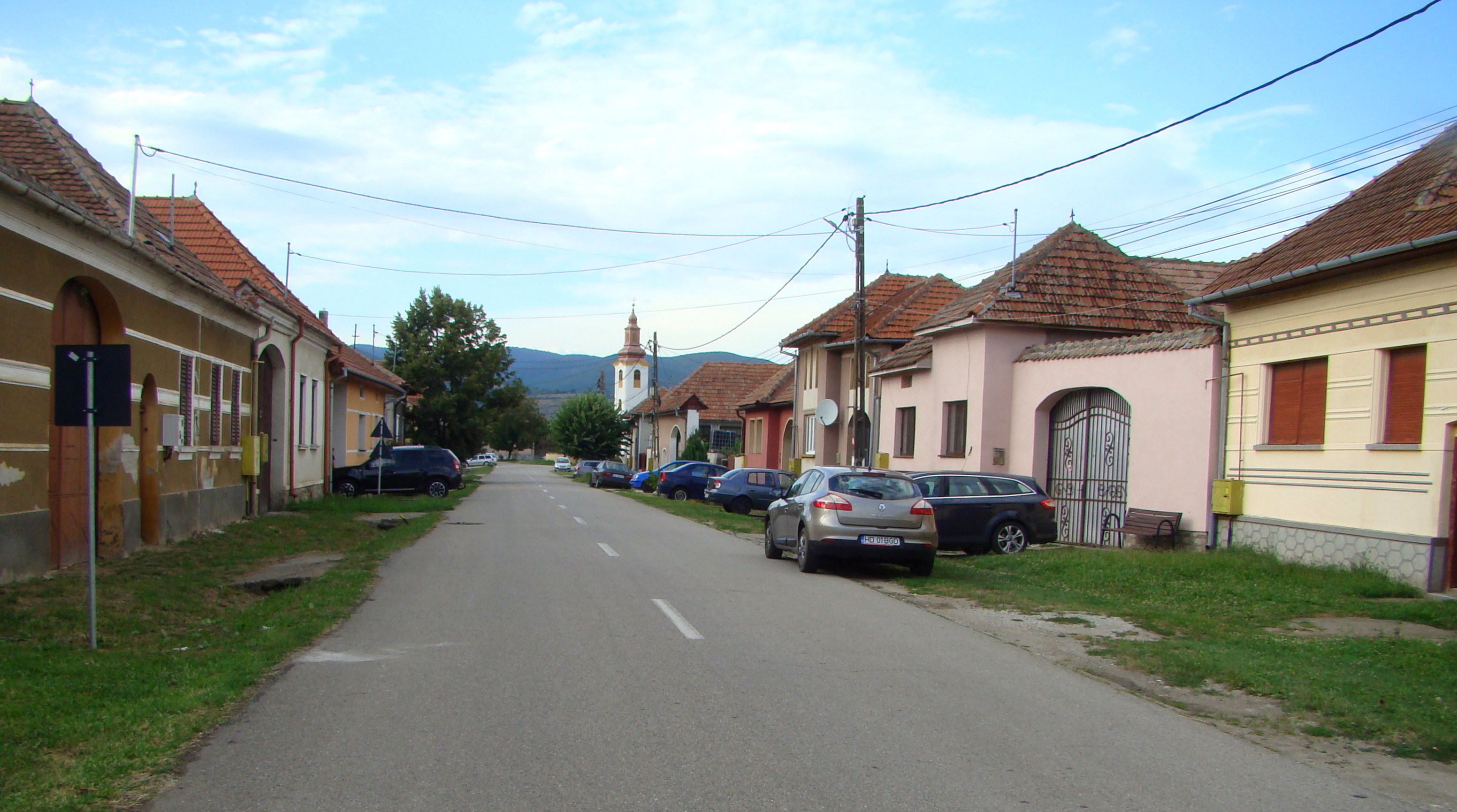
Ansamblul rural Turdaș (monument istoric)
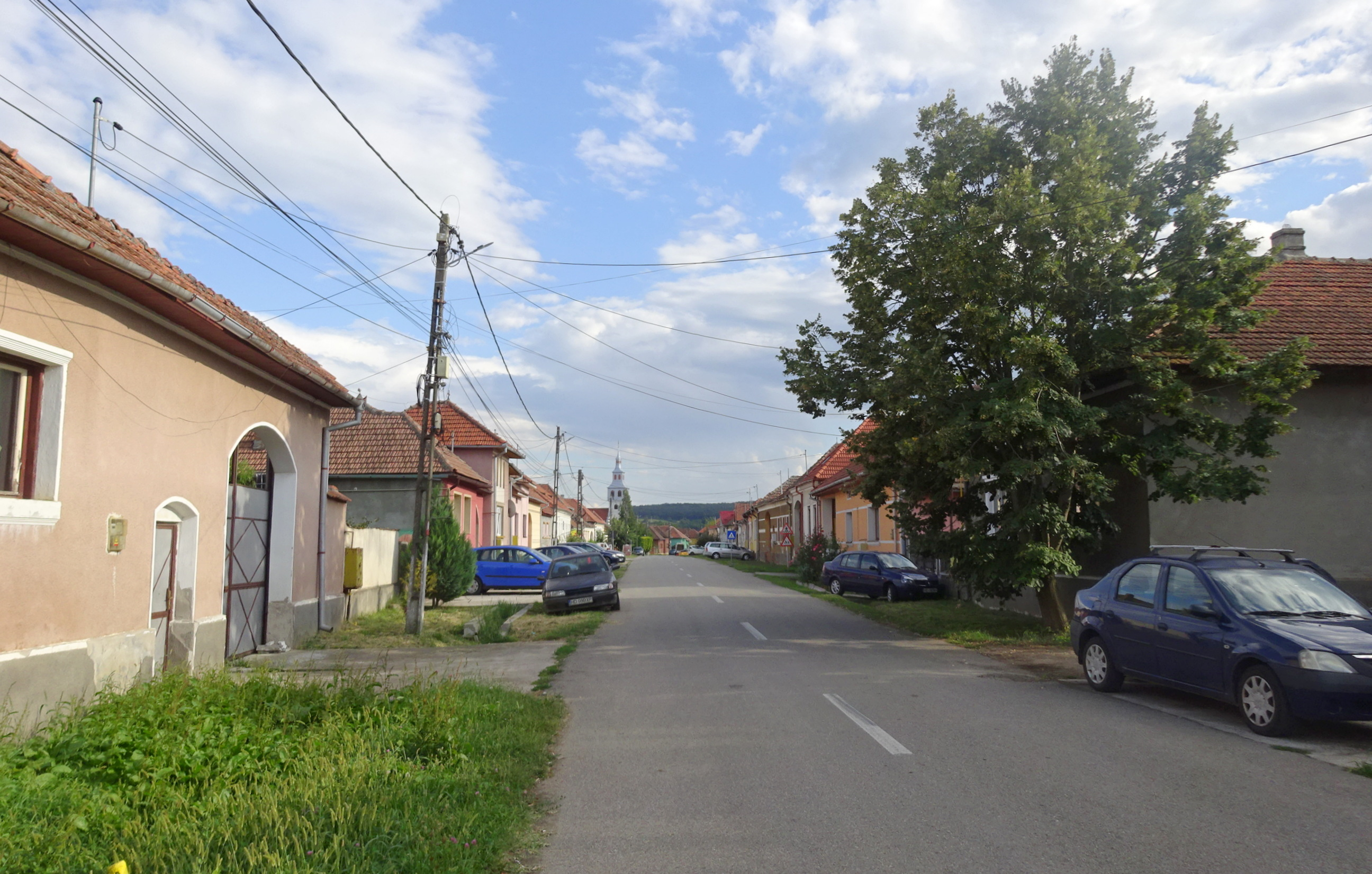
Ansamblul rural Turdaș (monument istoric)
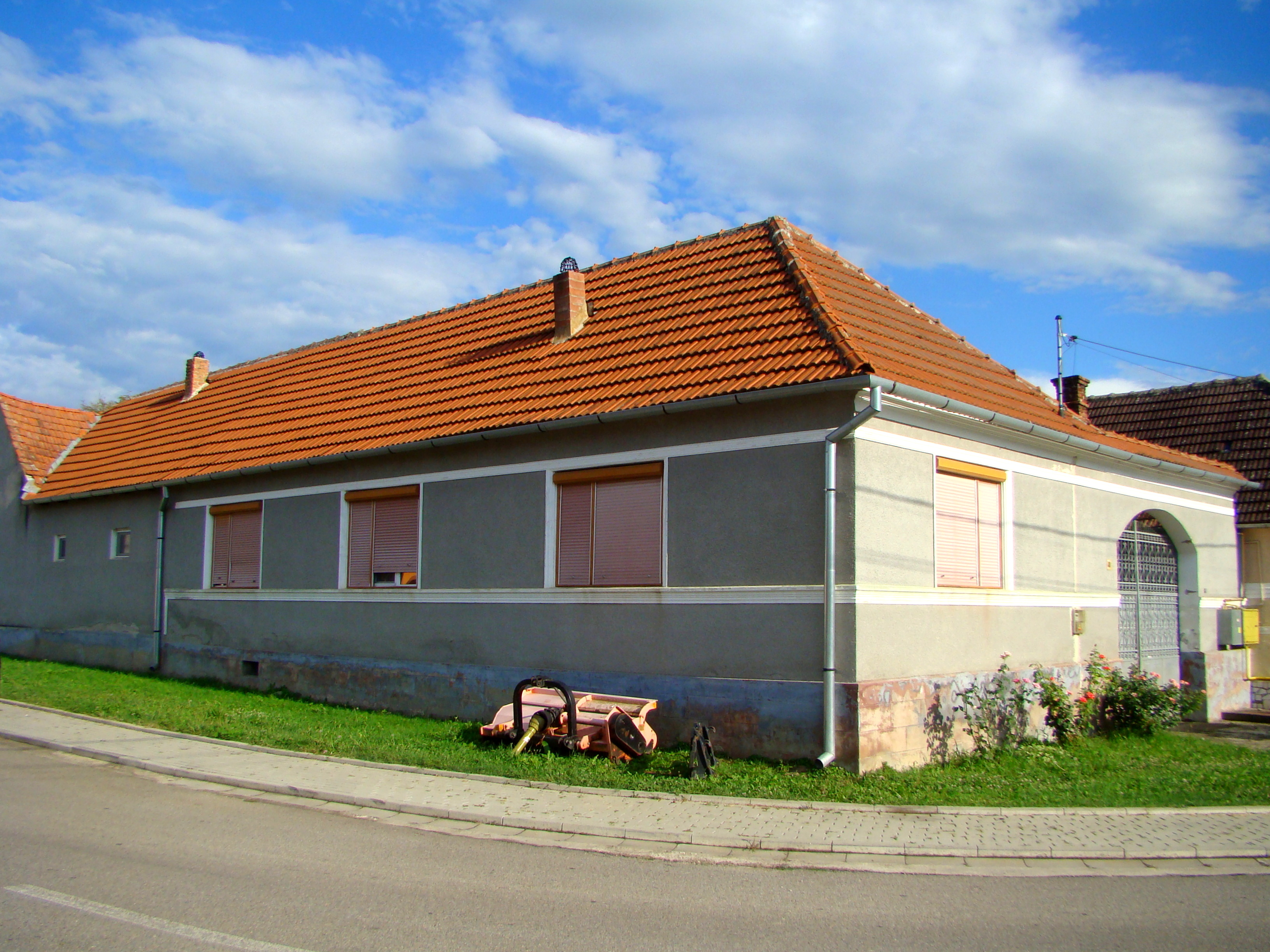
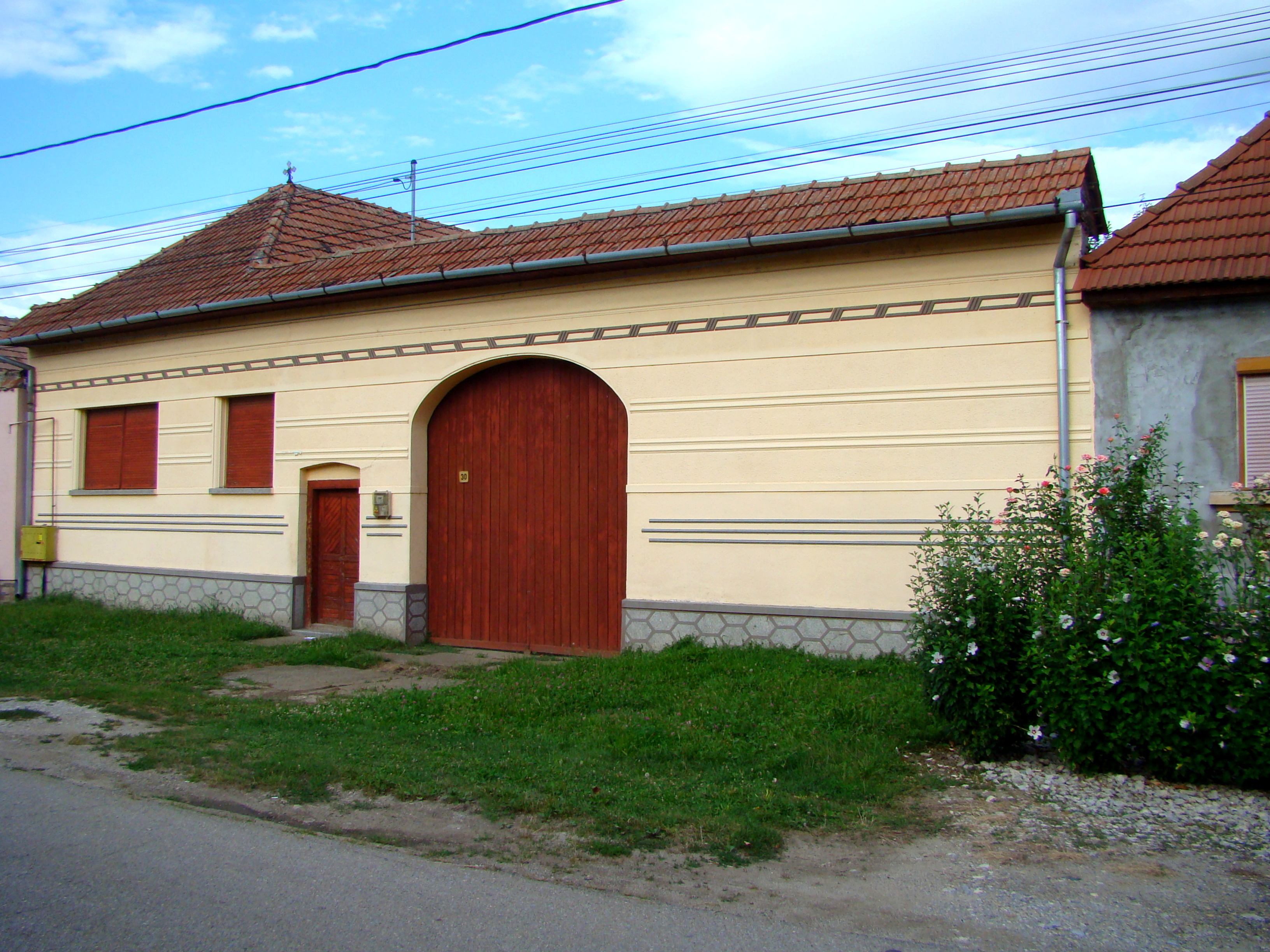
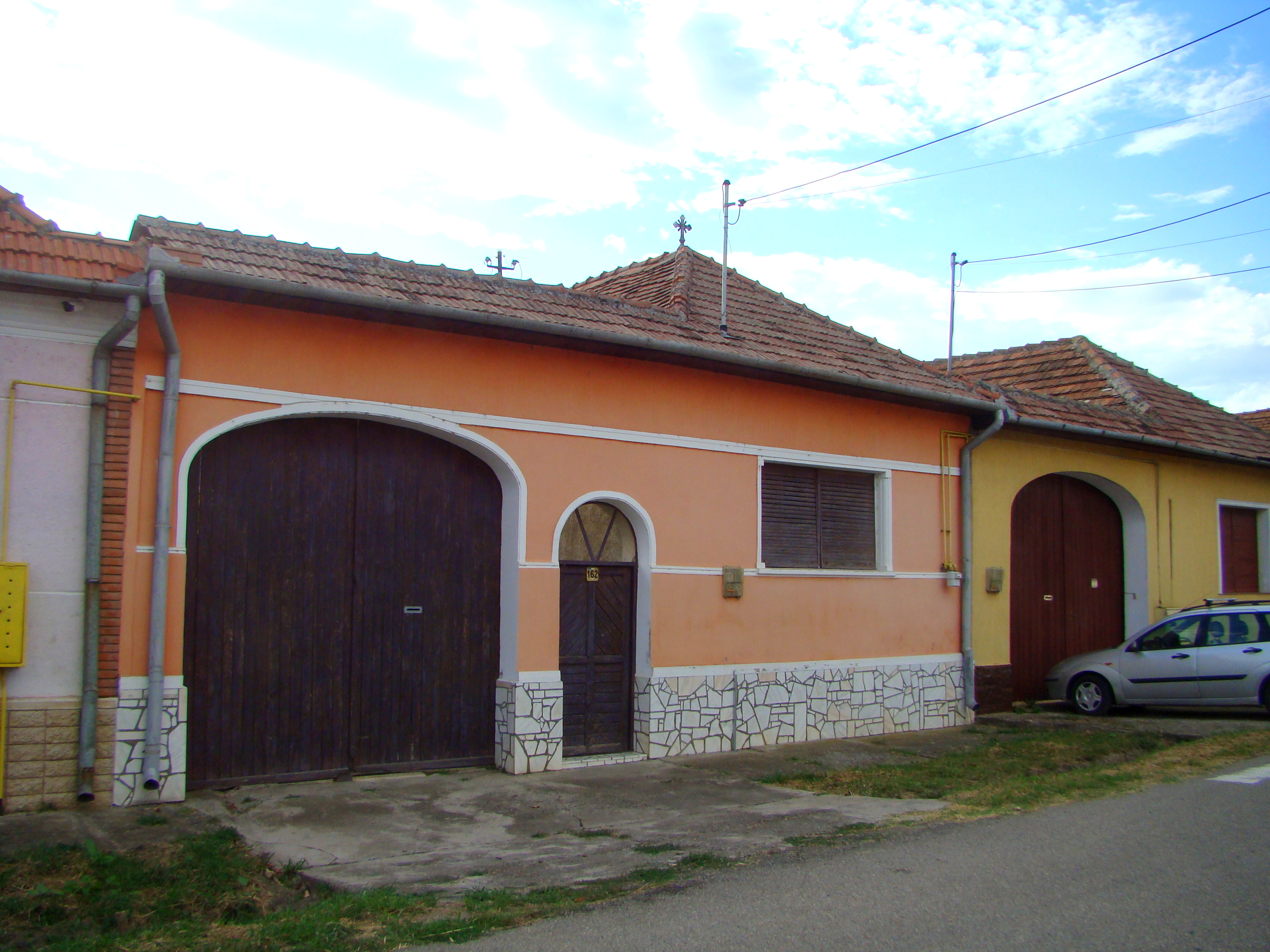
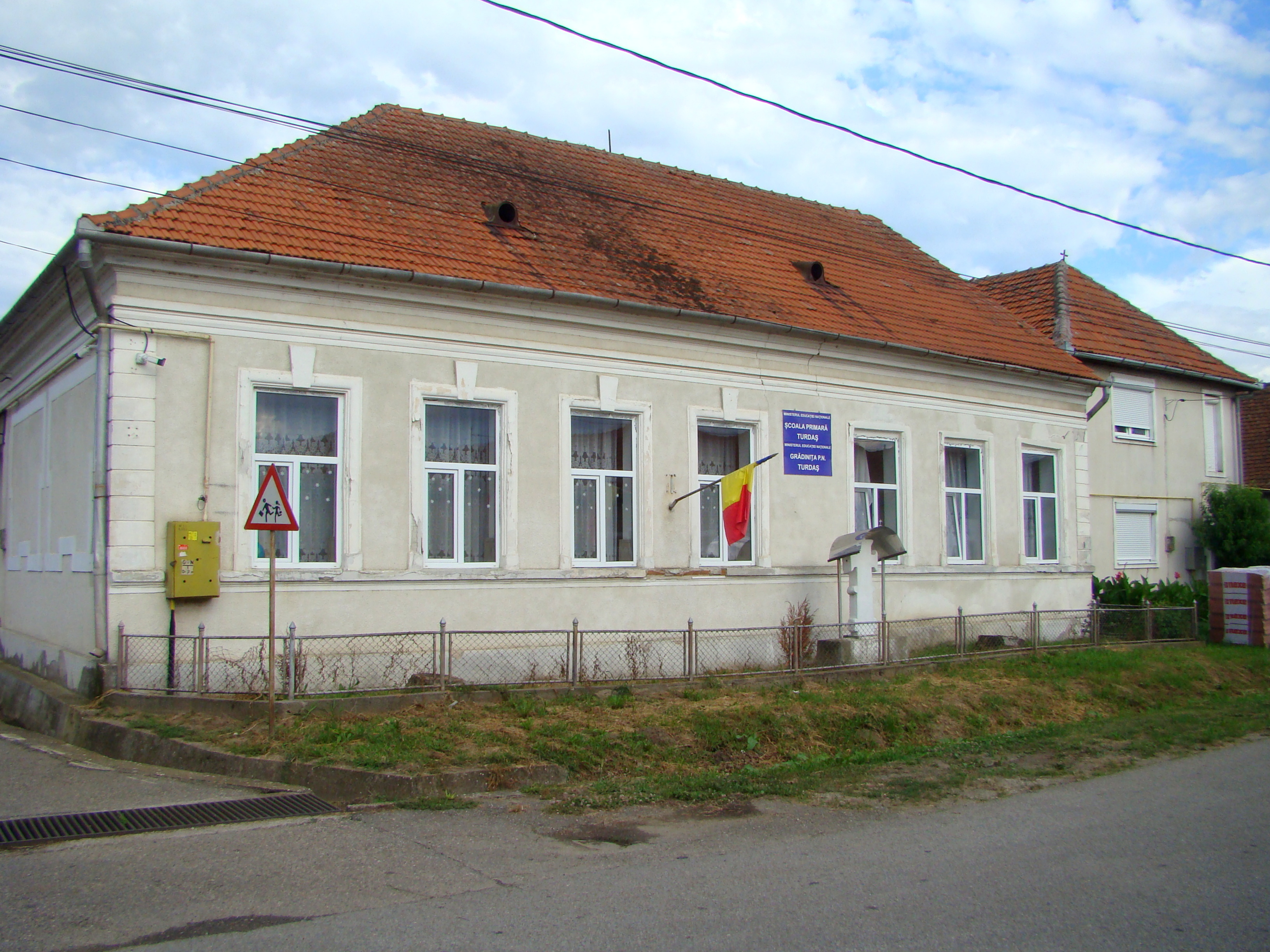
Școala
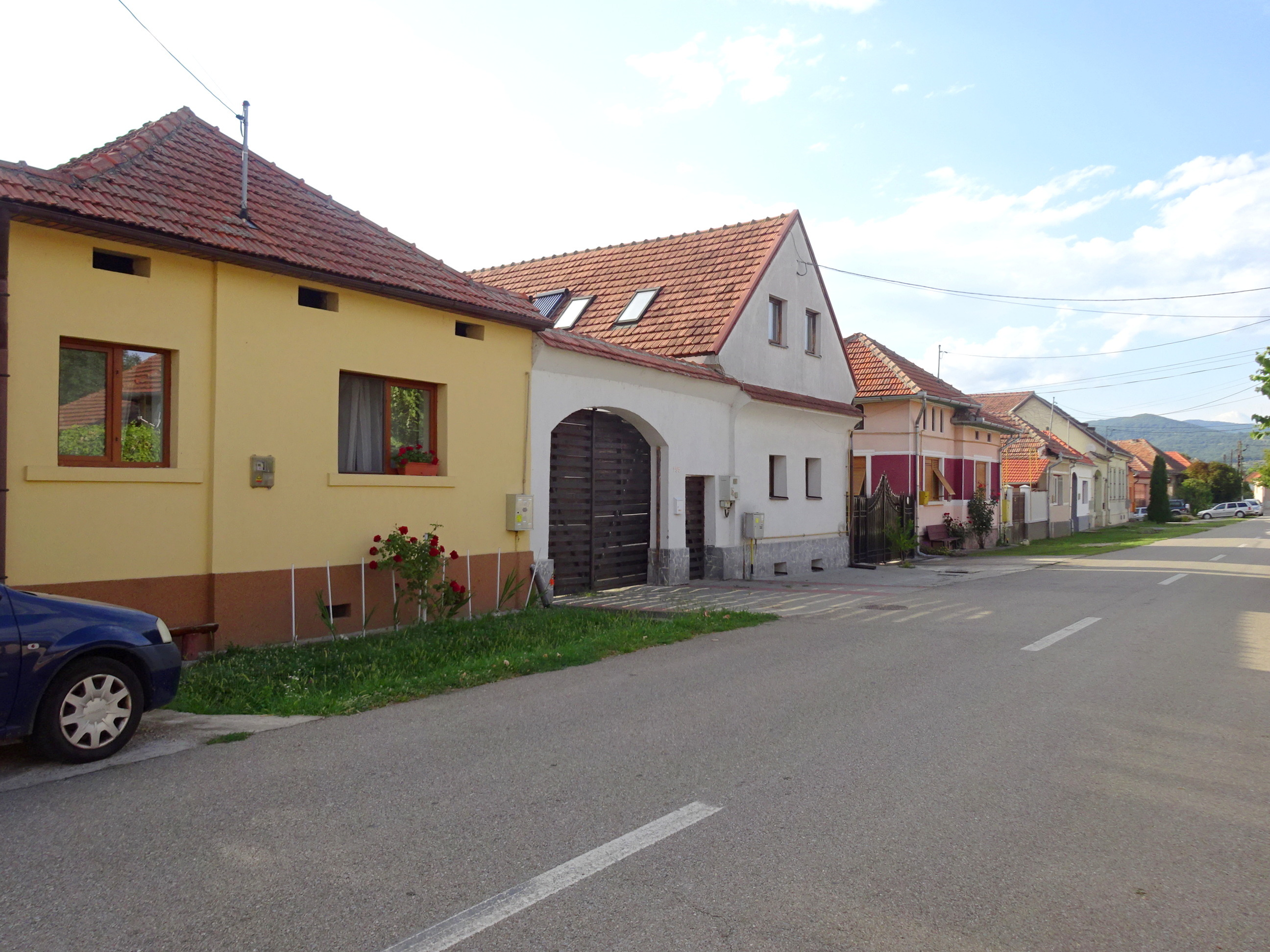
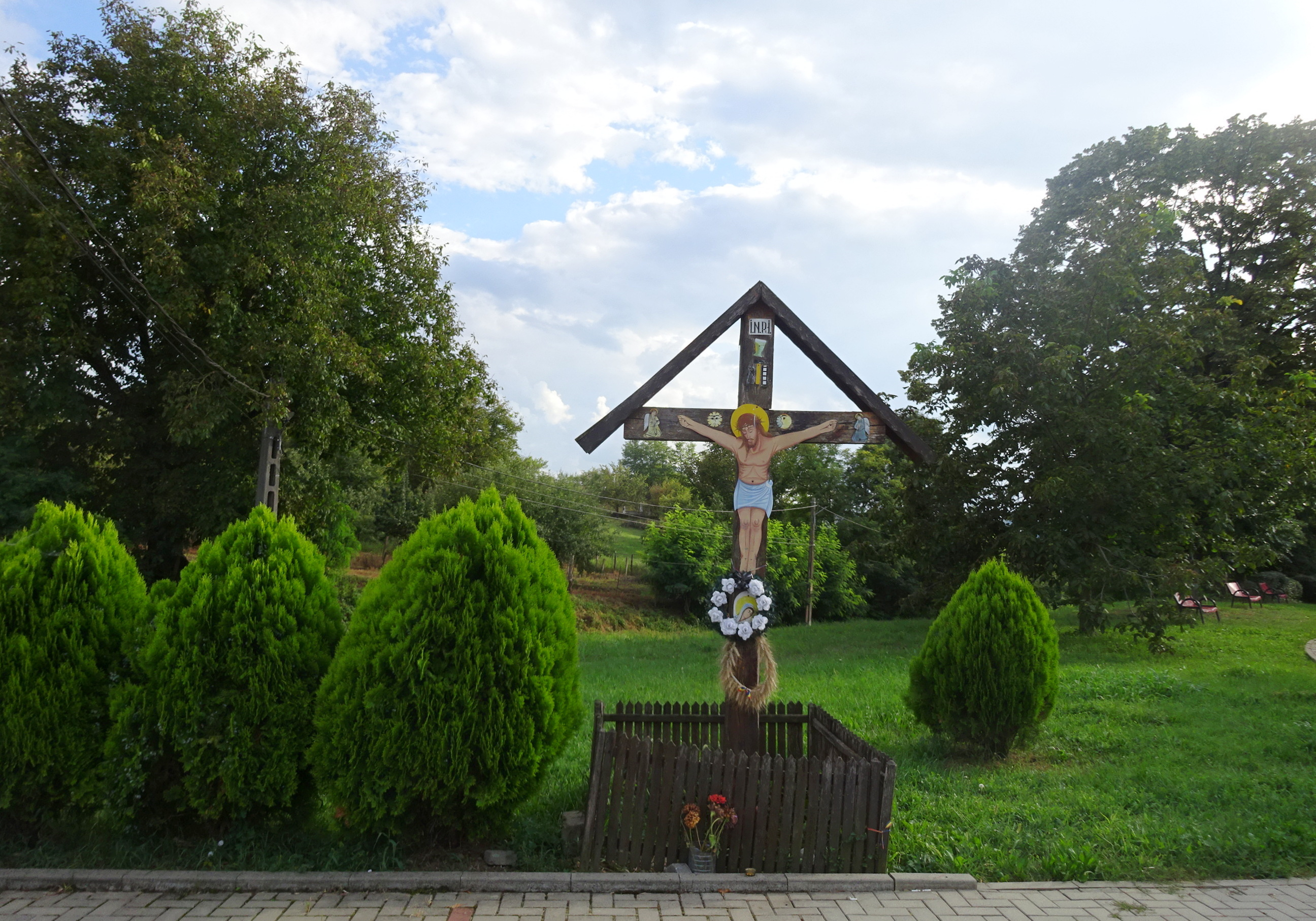
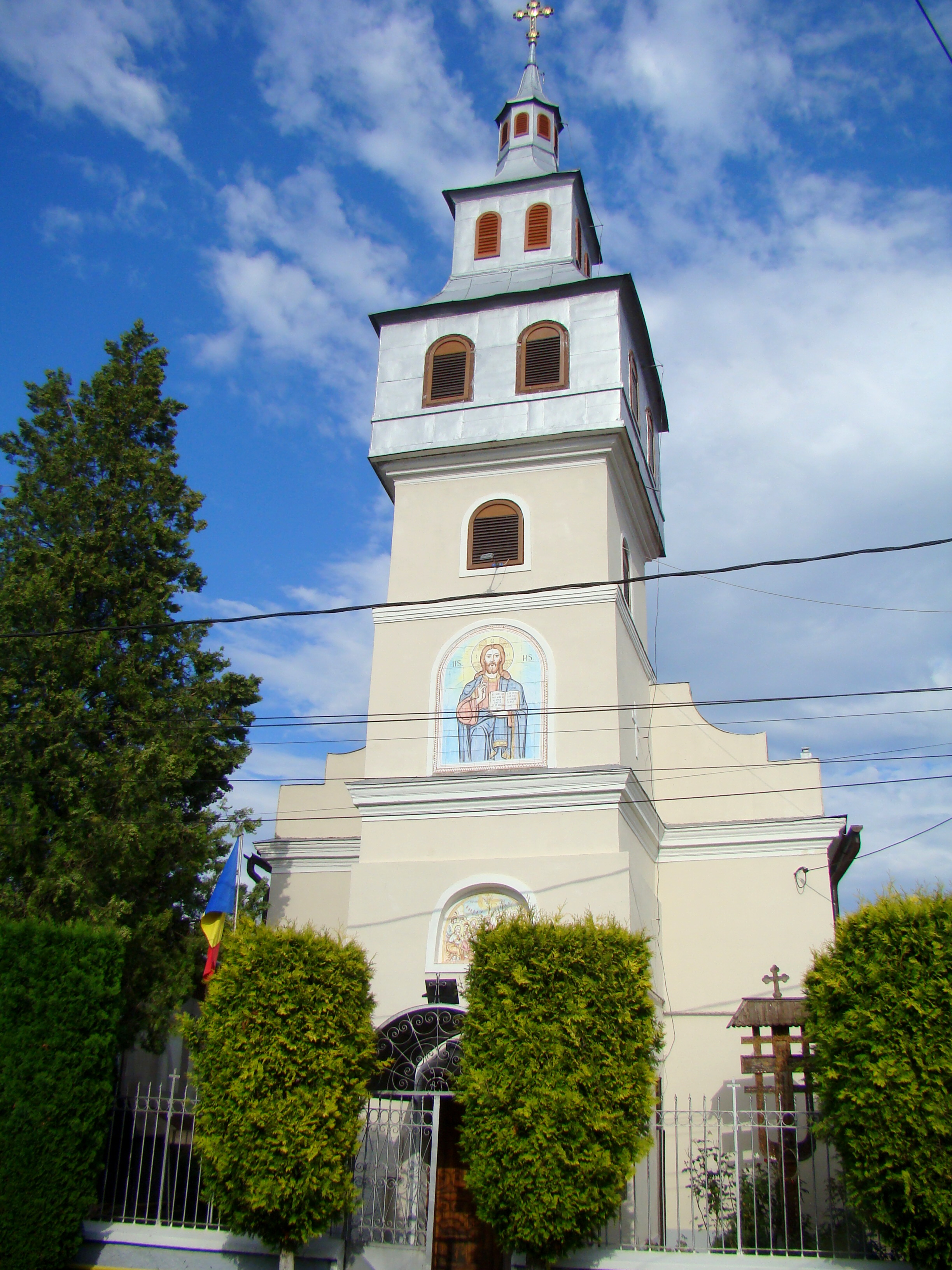
Biserica ortodoxă „Pogorârea Sfântului Duh” (1832-1835)
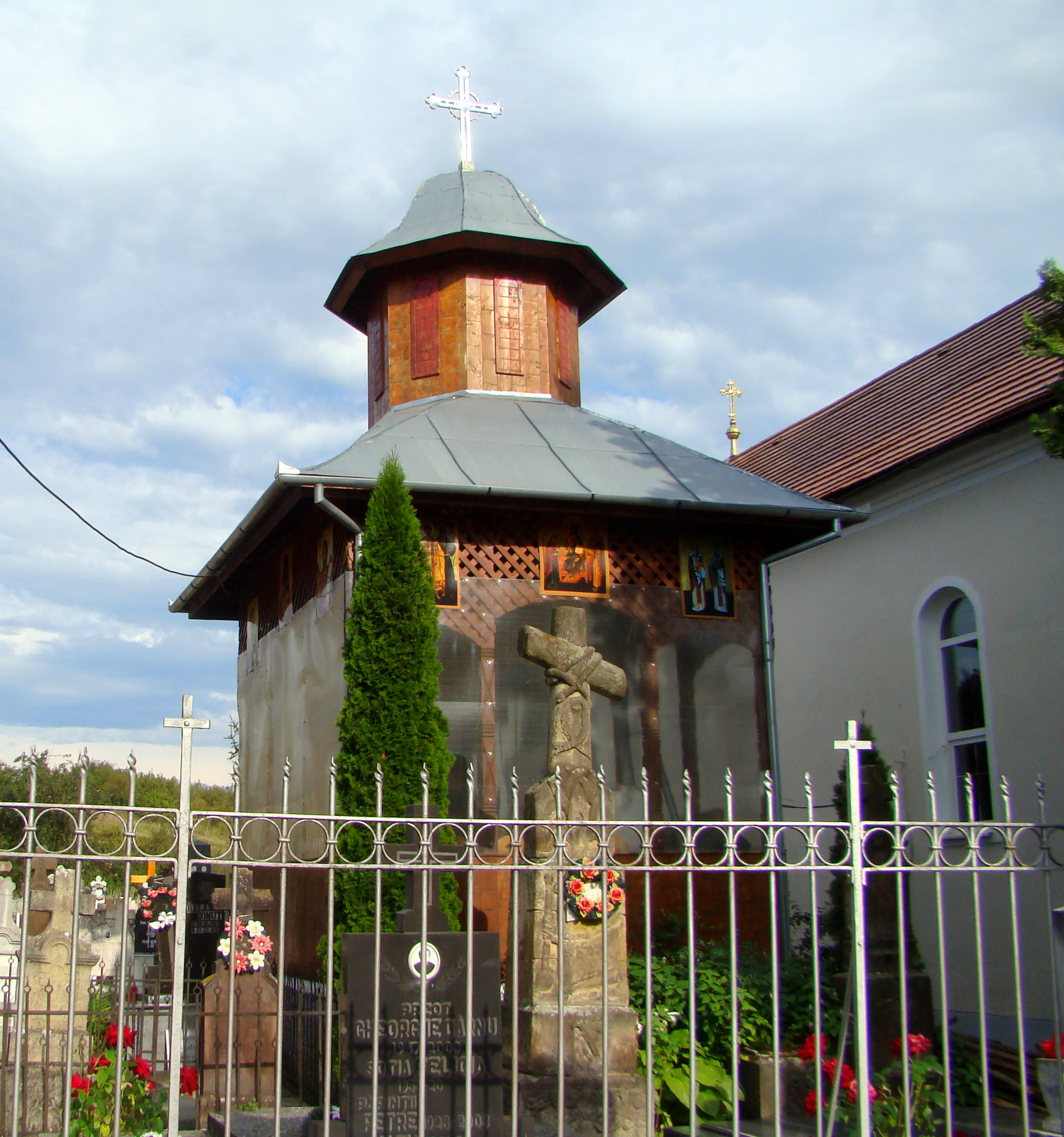
Clopotnița
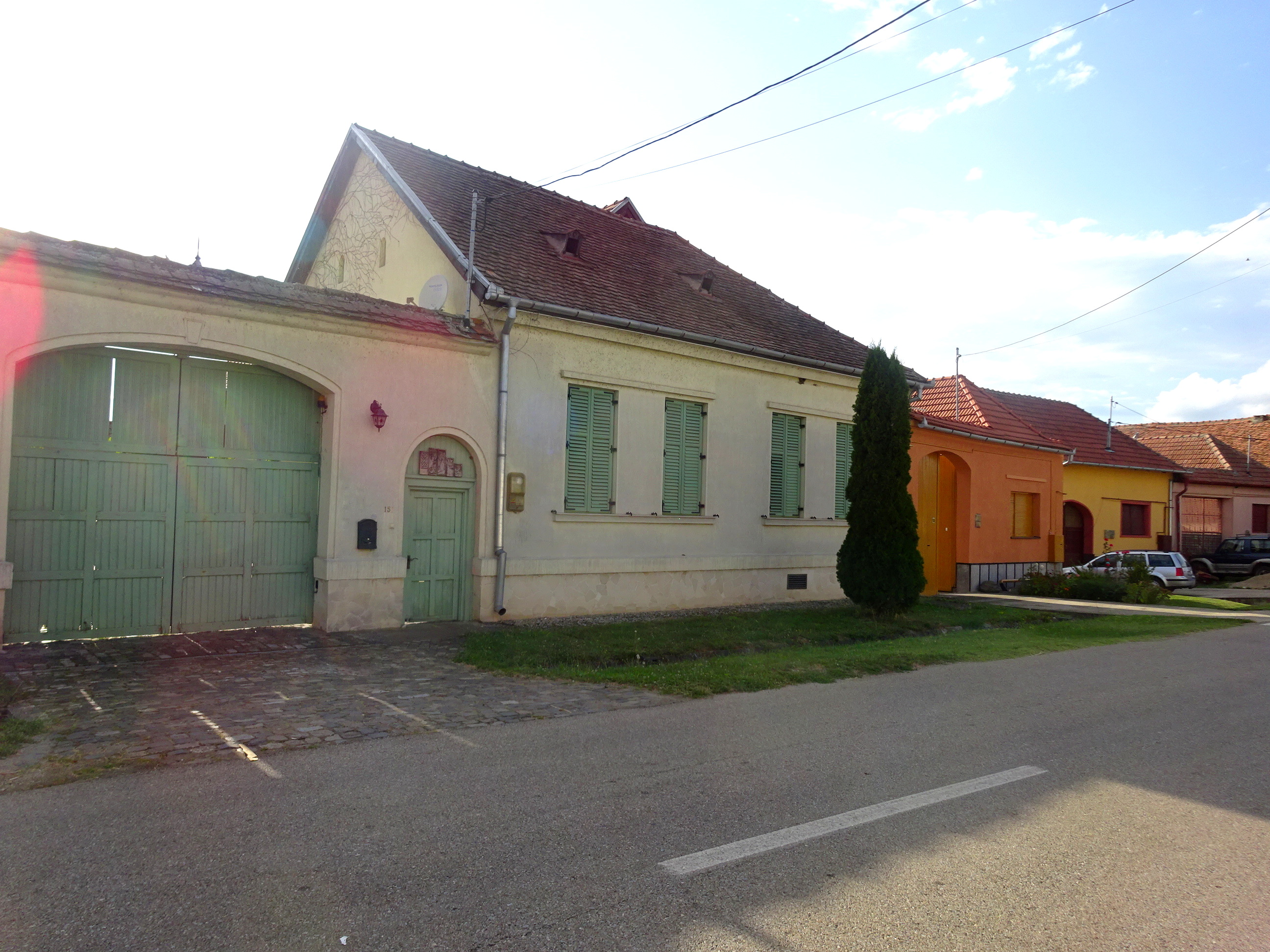
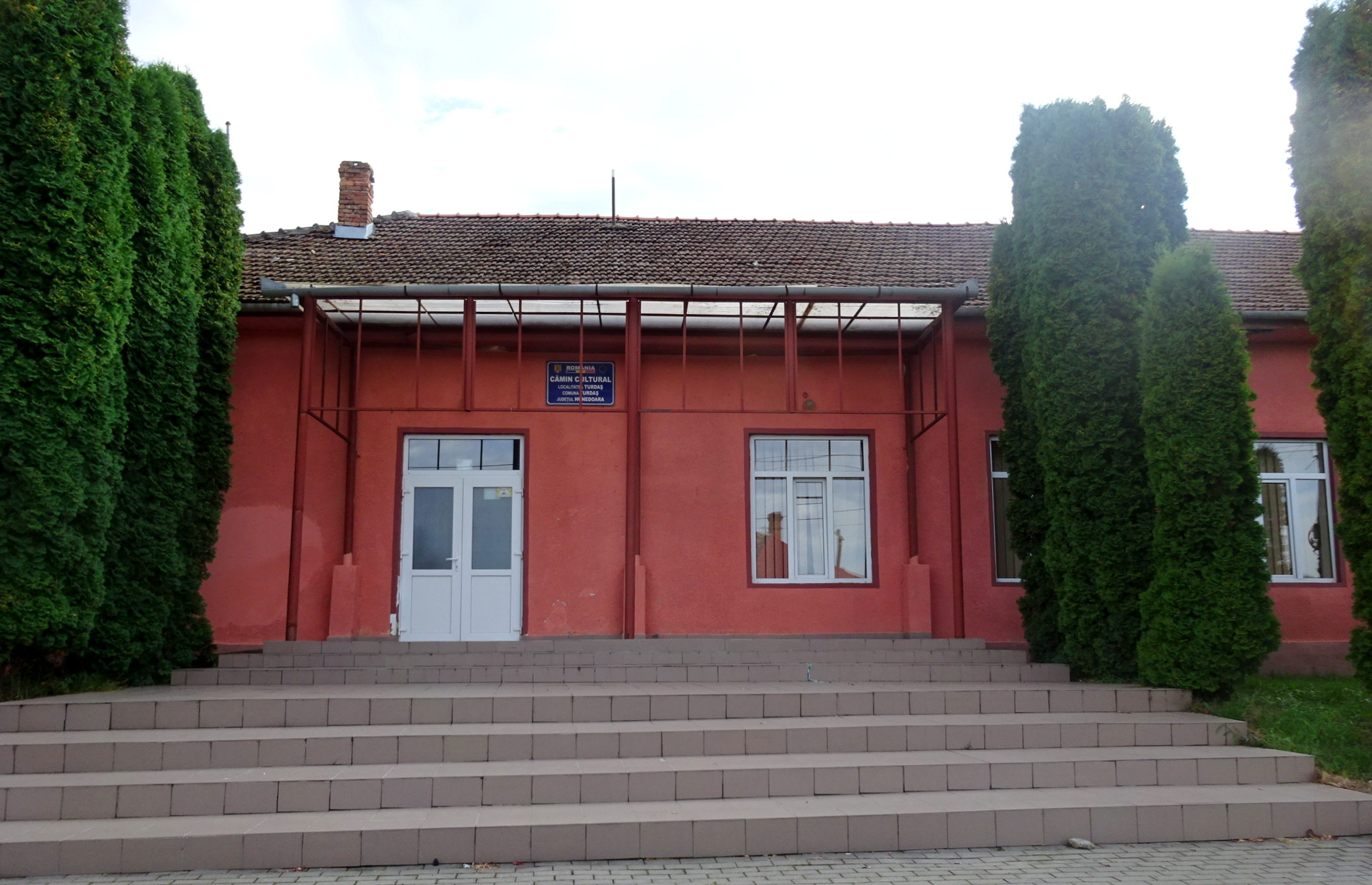
Căminul cultural
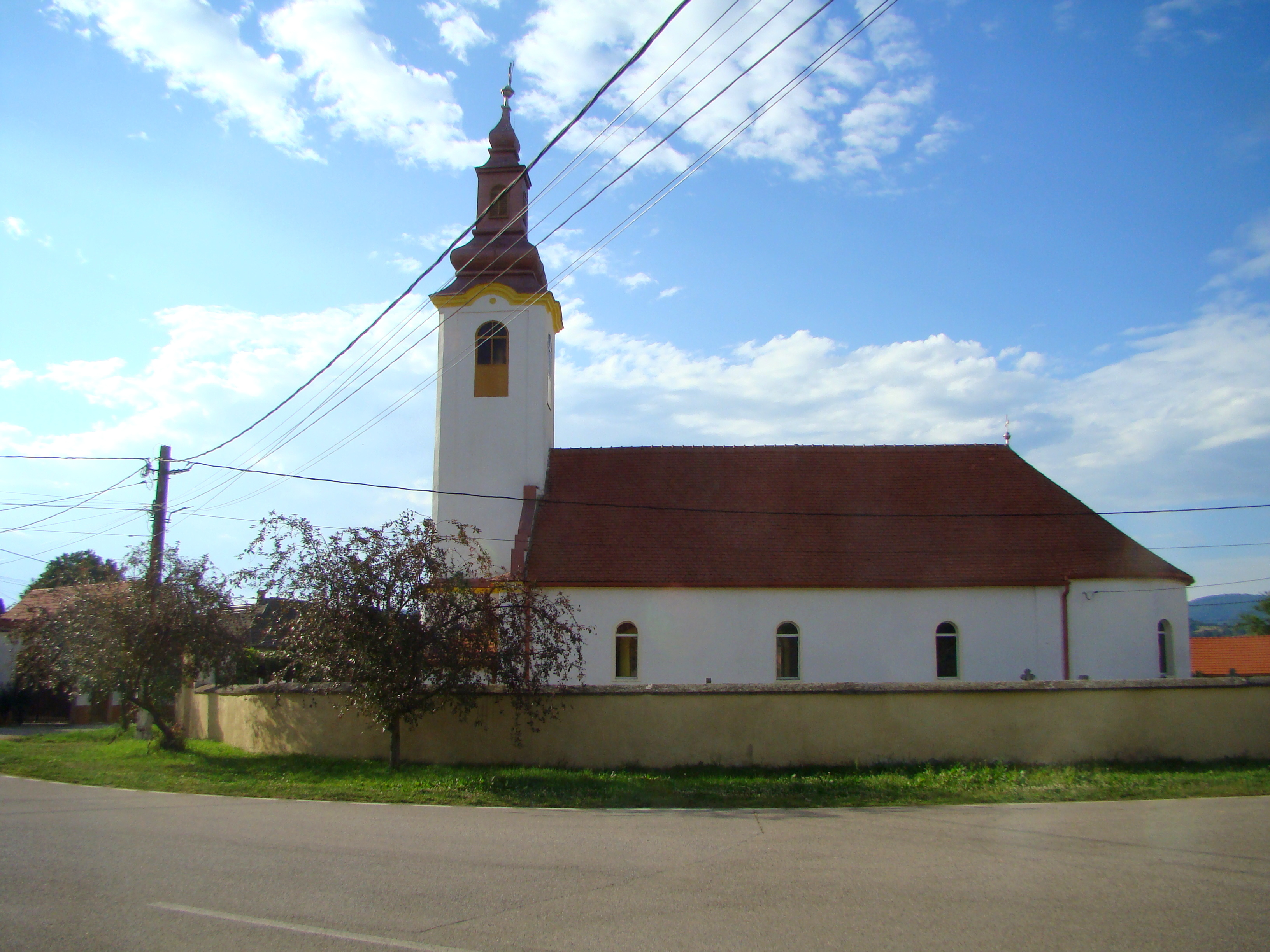
Biserica greco-catolică din Turdaș (1774)
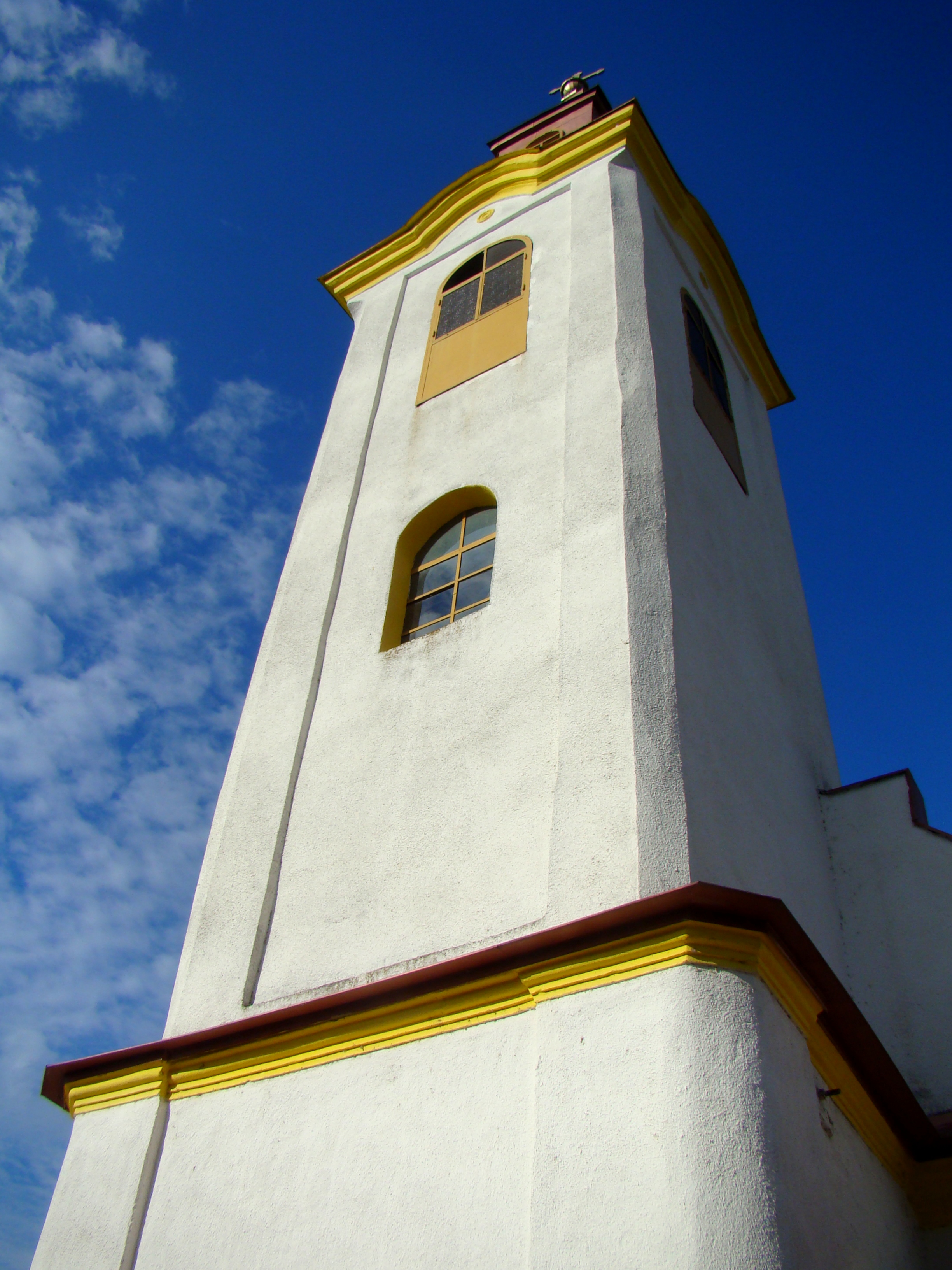
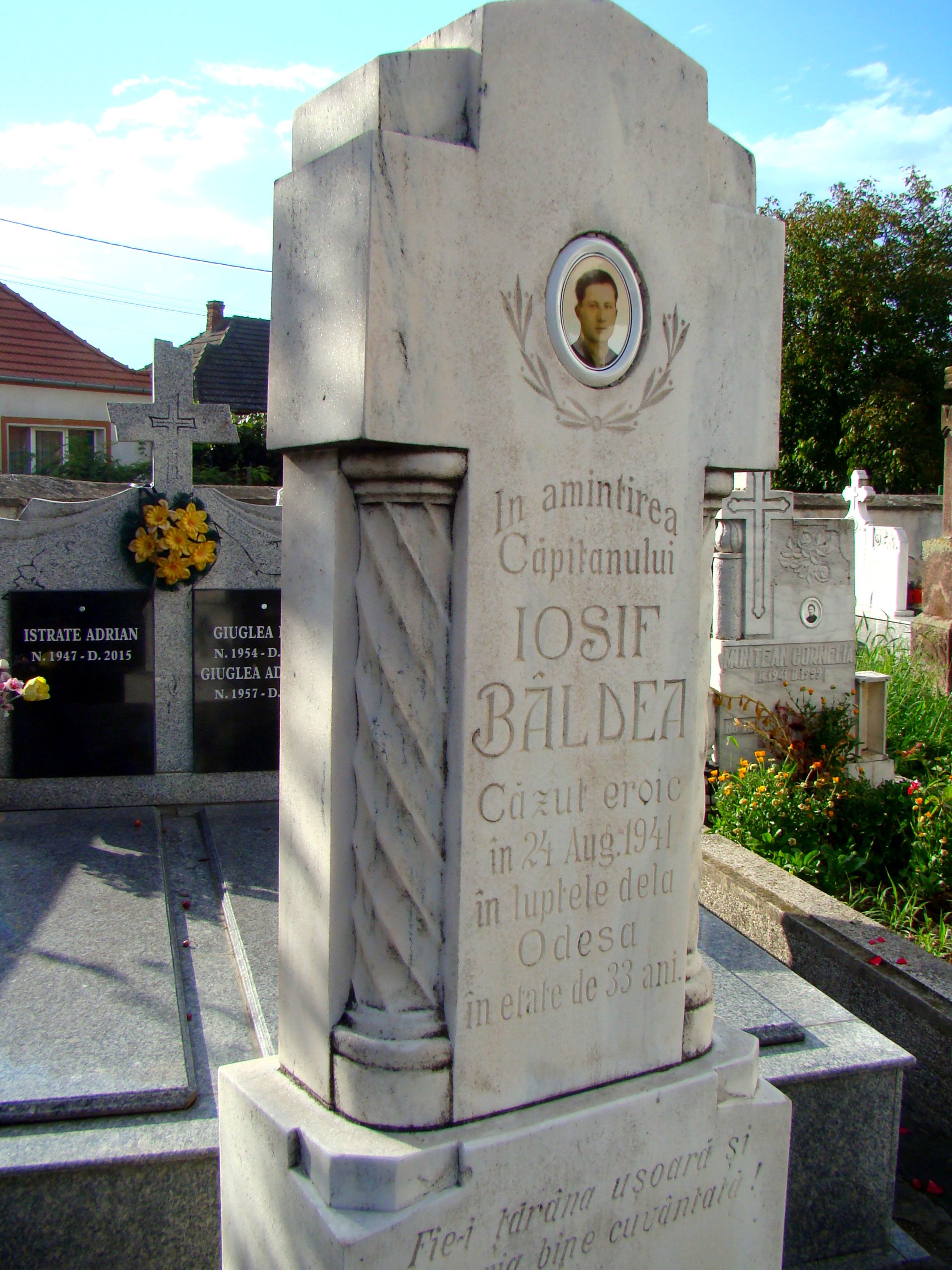
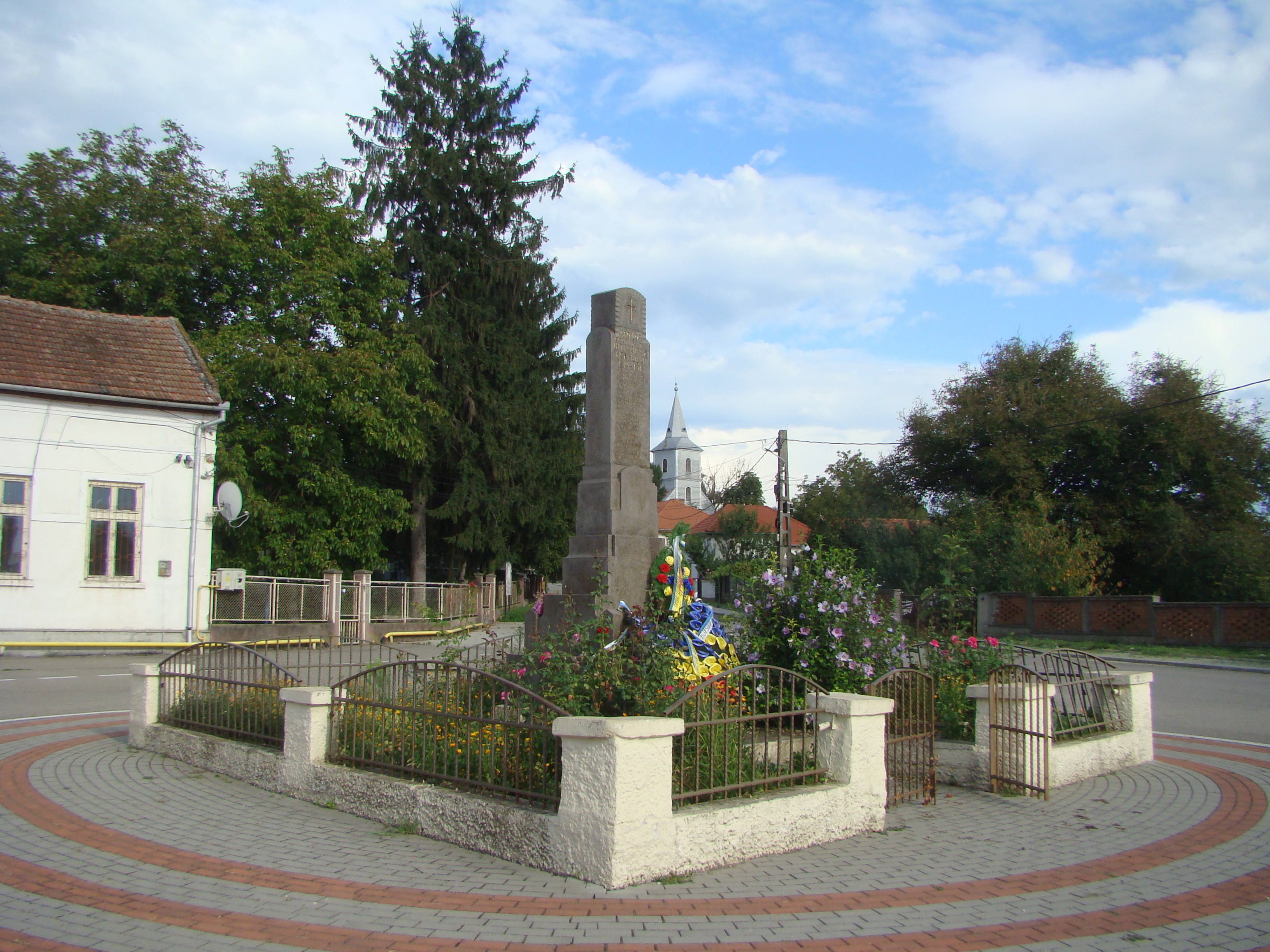
Monumentul eroilor din Turdaș
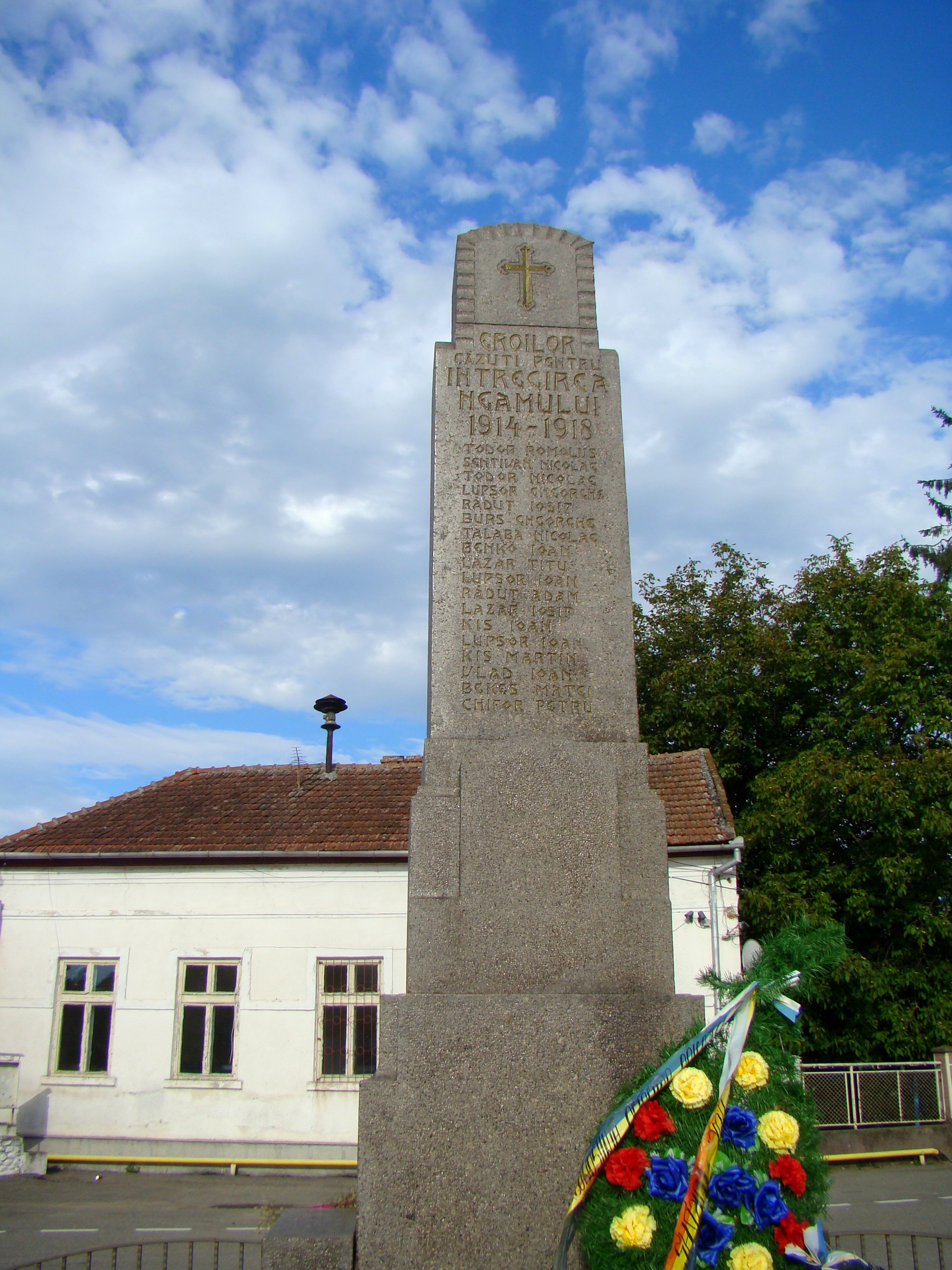
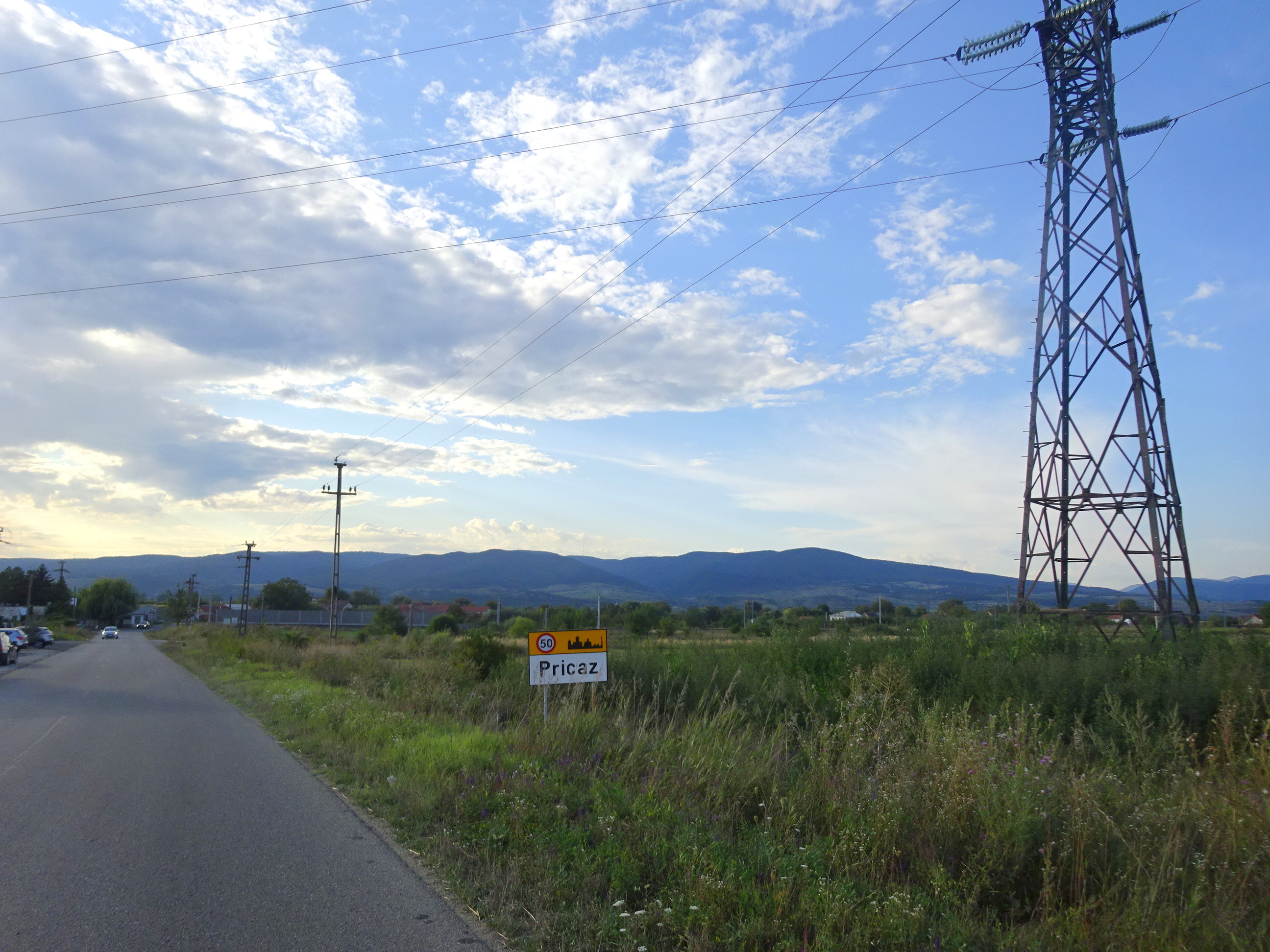
Intrarea în Pricaz dinspre Orăștie
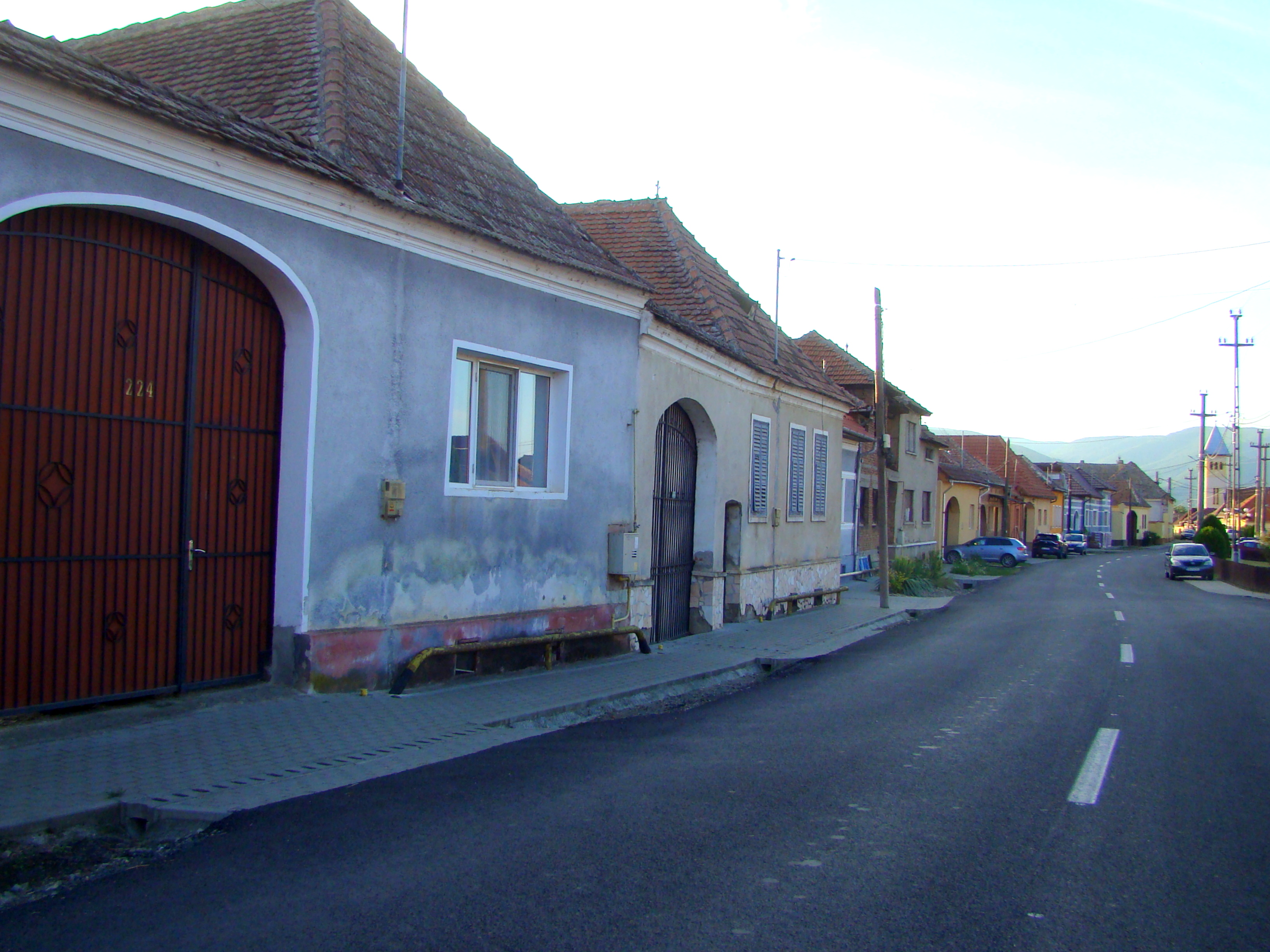
Ansamblul rural Pricaz (monument istoric)
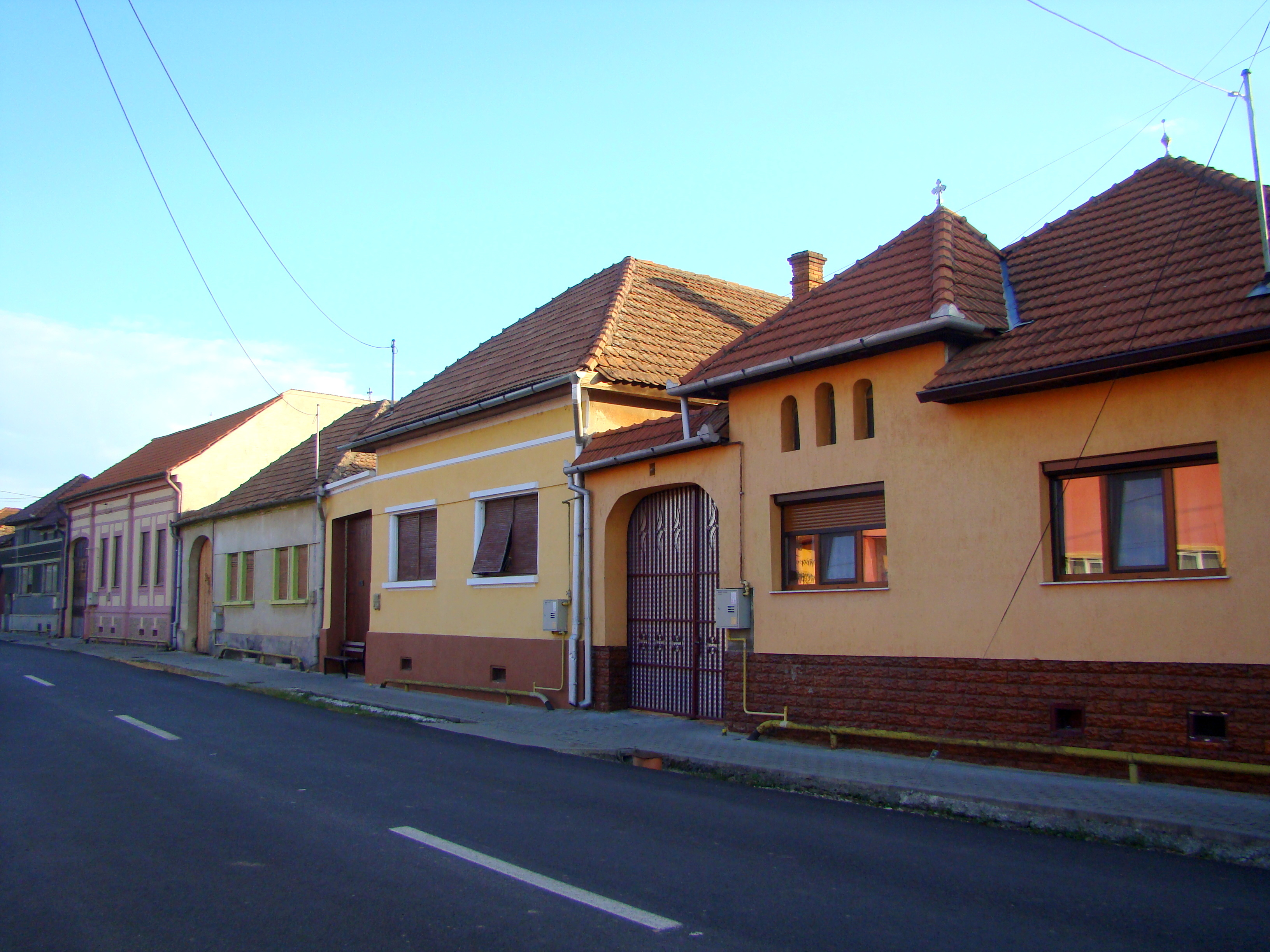
Ansamblul rural Pricaz (monument istoric)
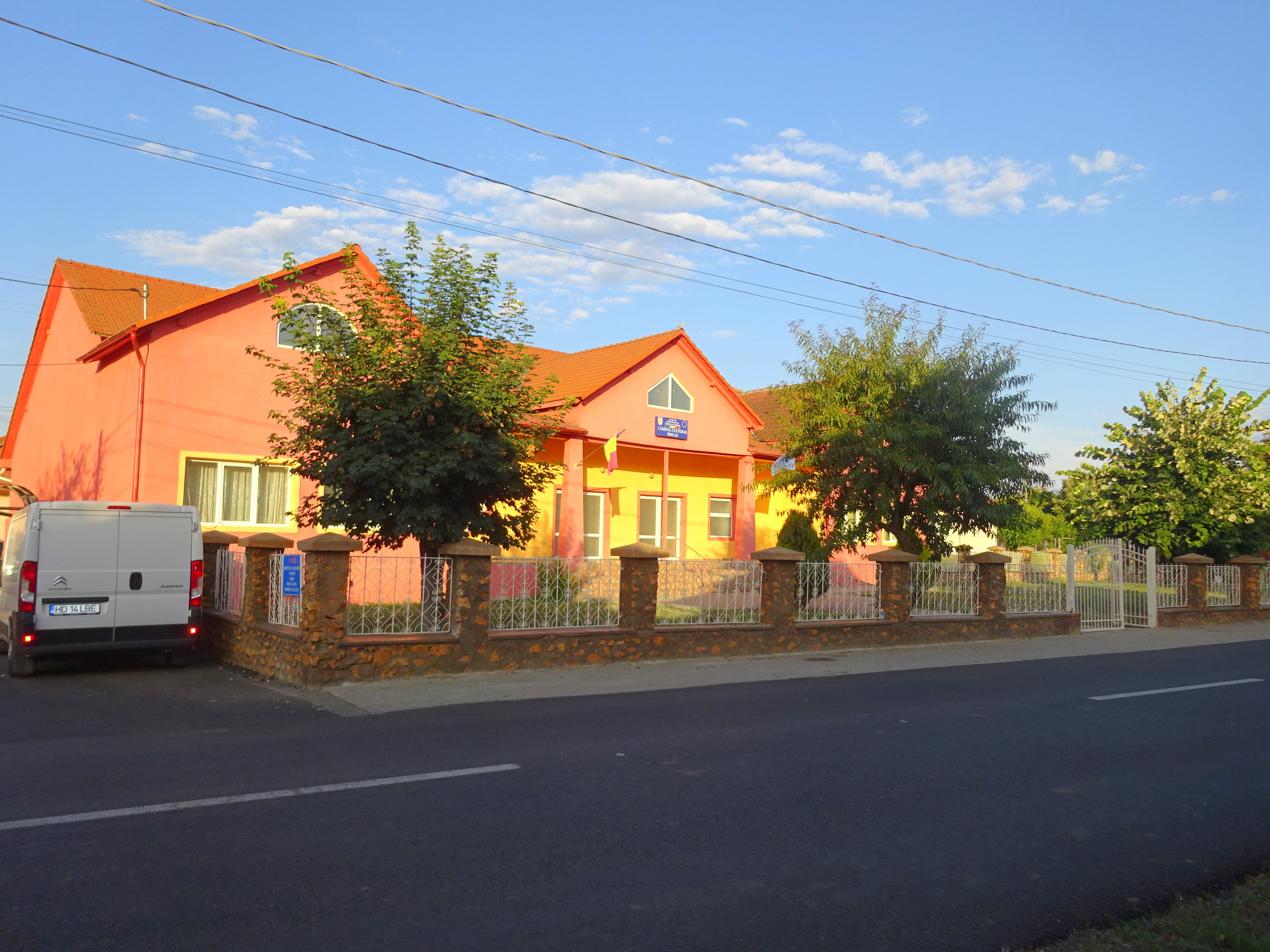
Căminul cultural
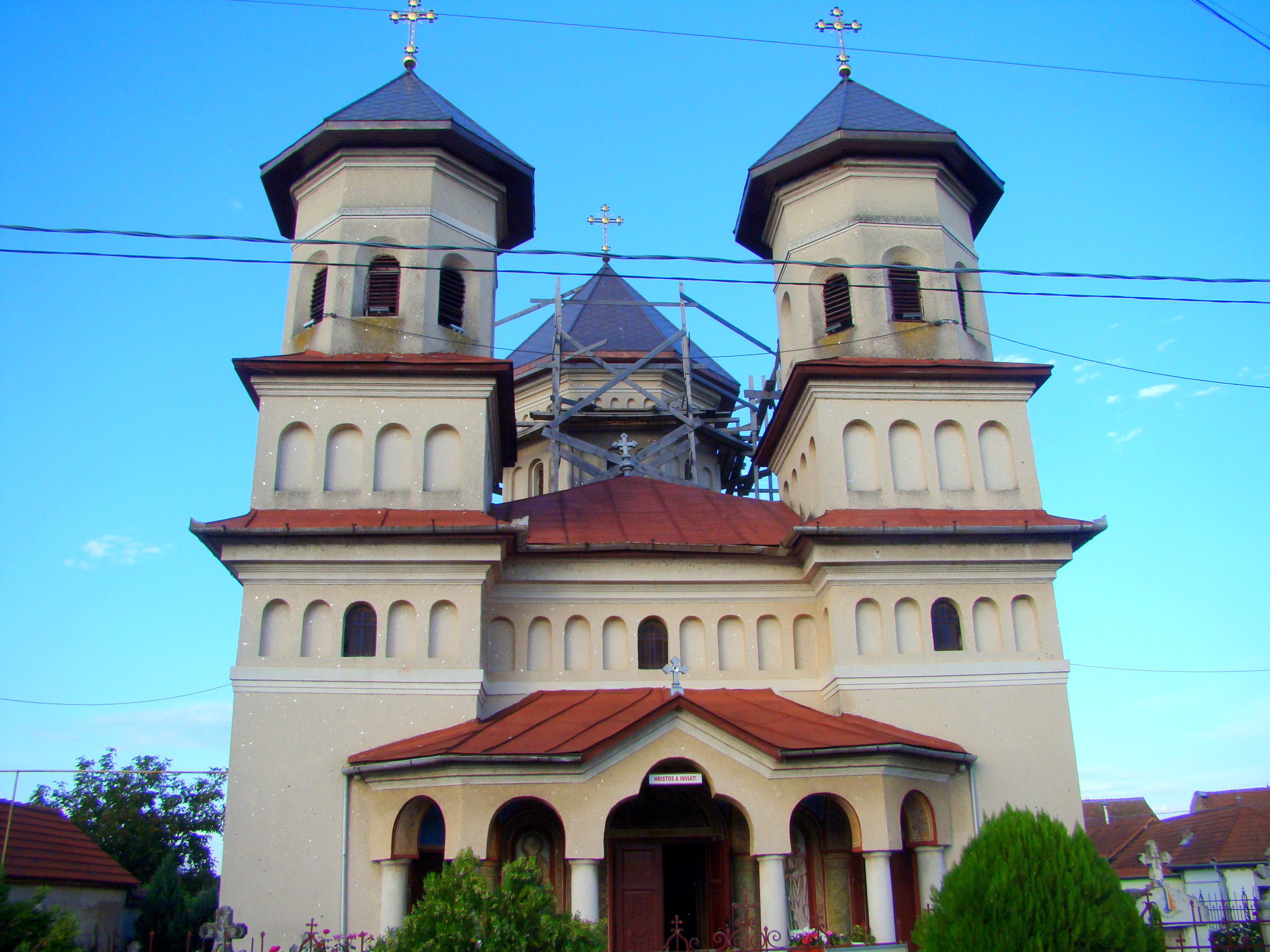
Biserica Adormirea Maicii Domnului din Pricaz (1931-1934)
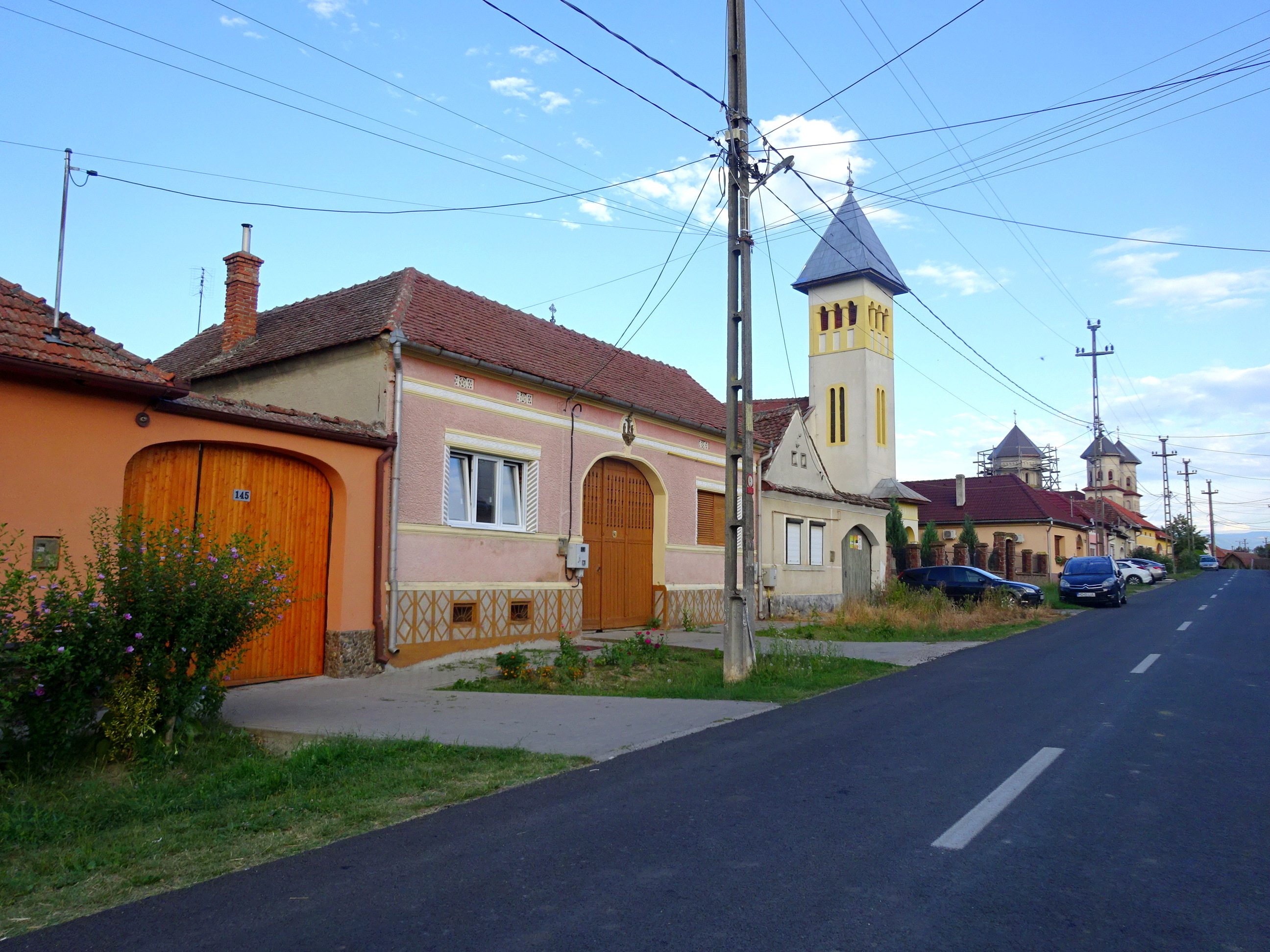
Ansamblul rural Pricaz (monument istoric)
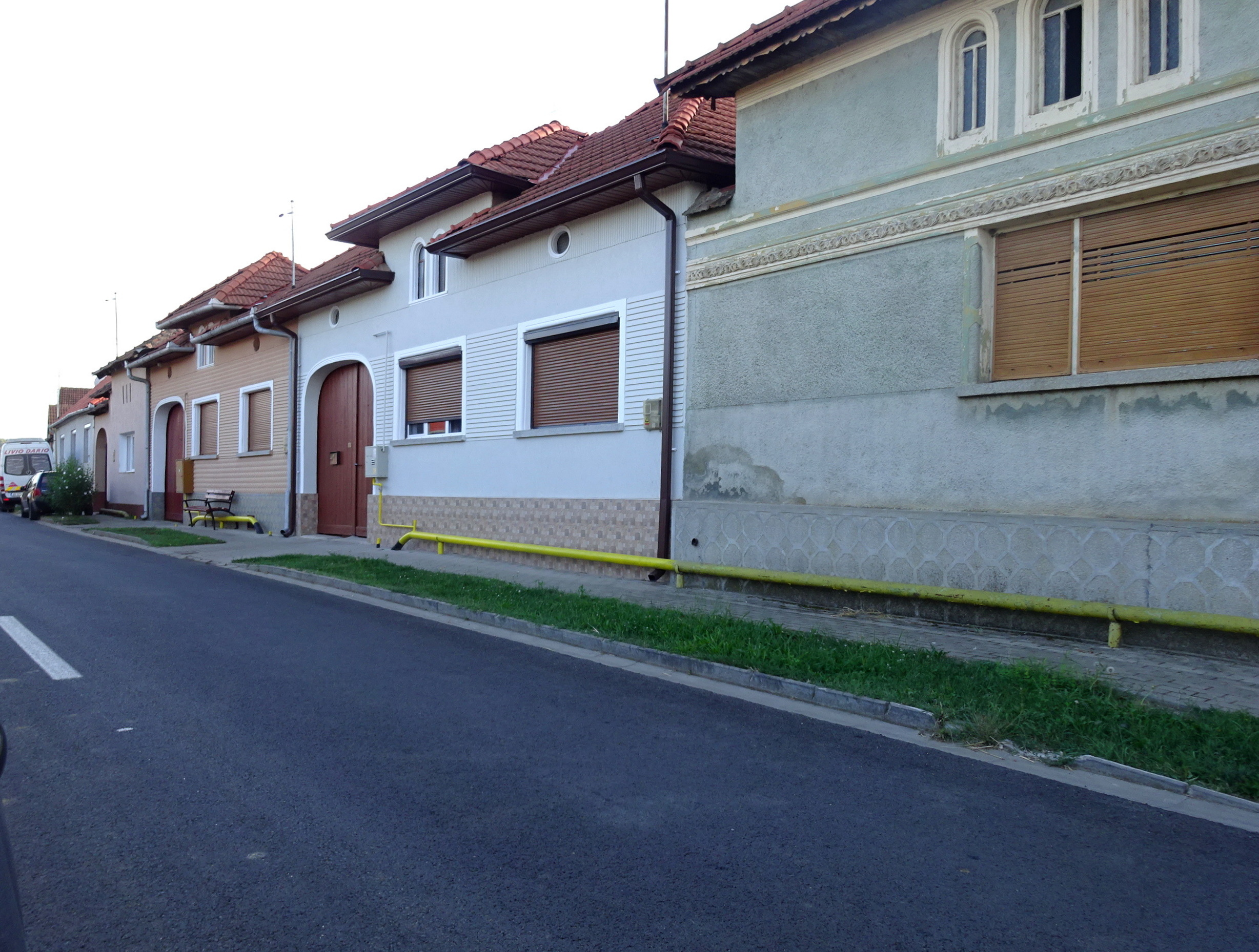
Ansamblul rural Pricaz (monument istoric)
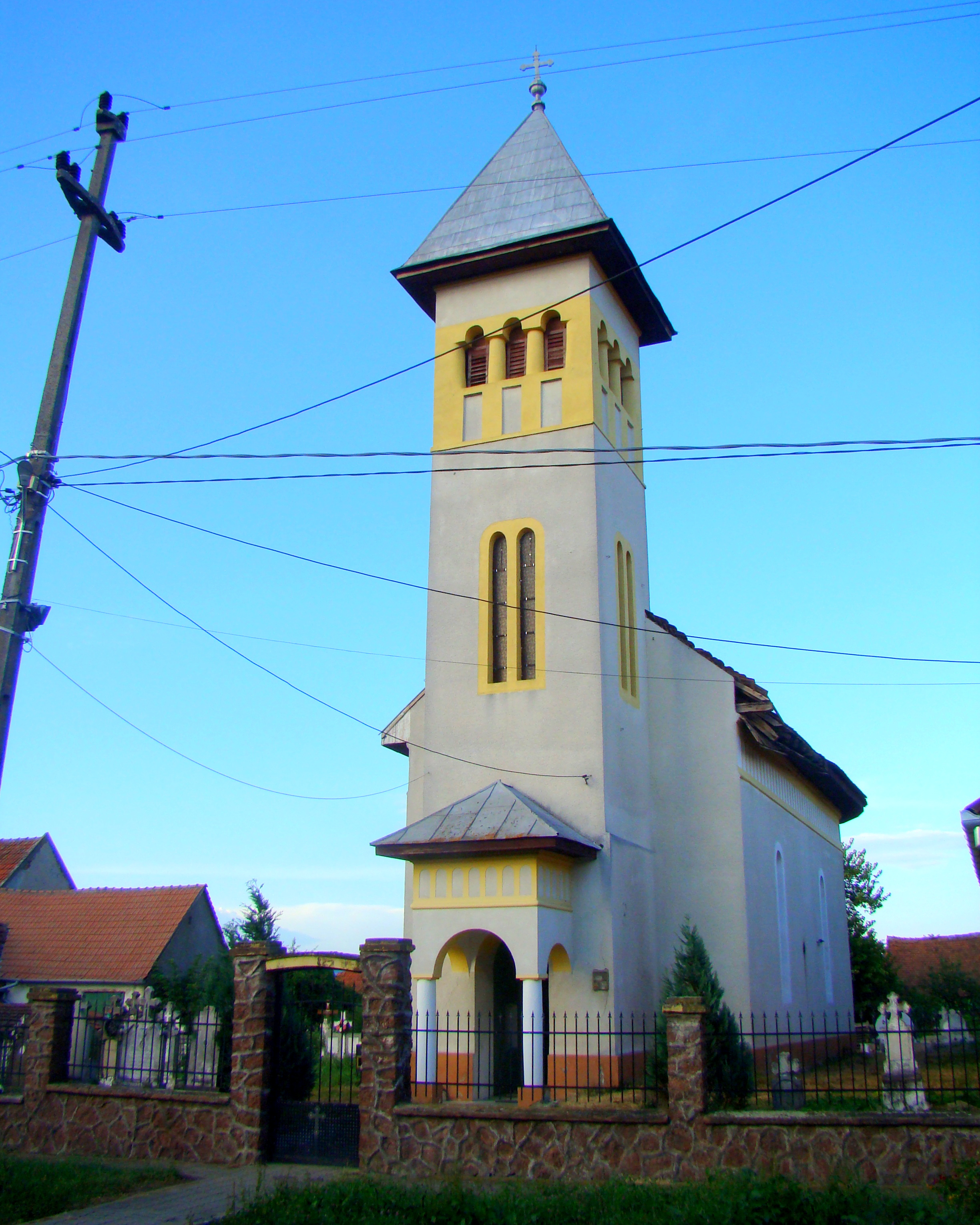
Biserica greco-catolică Sfinții Arhangheli din Pricaz (1844-1846)
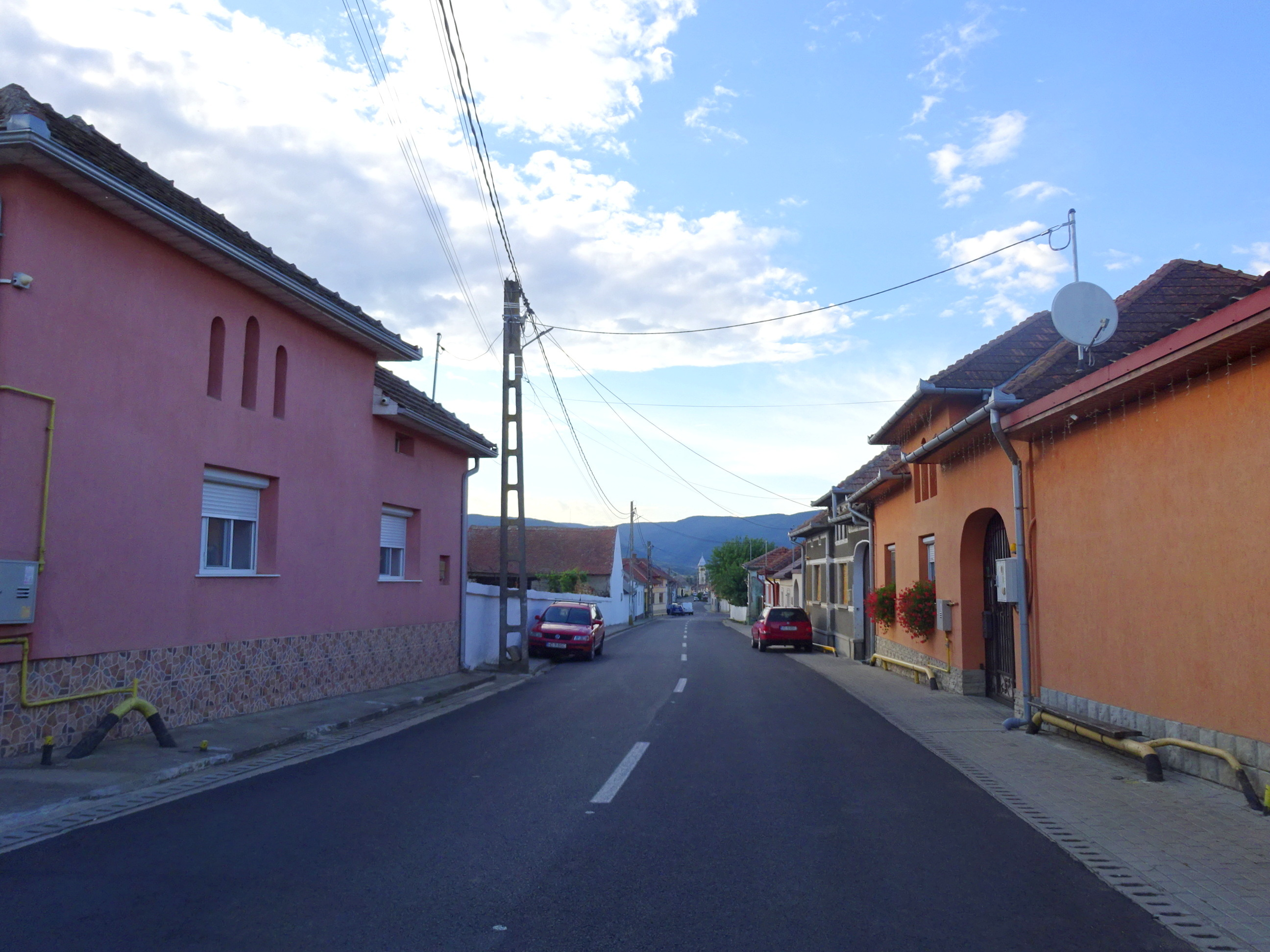
Ansamblul rural Pricaz (monument istoric)
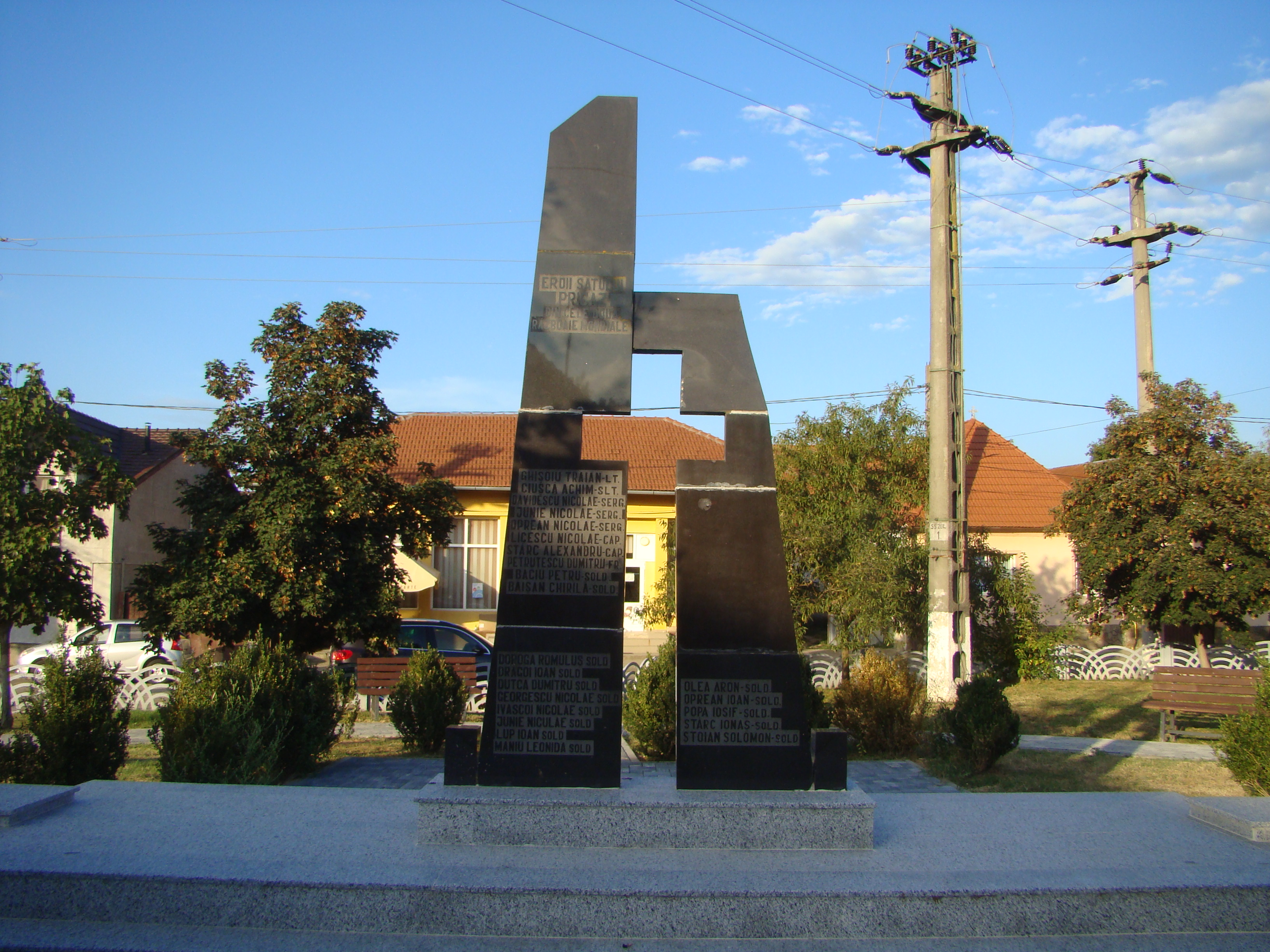
Monumentul eroilor din Pricaz
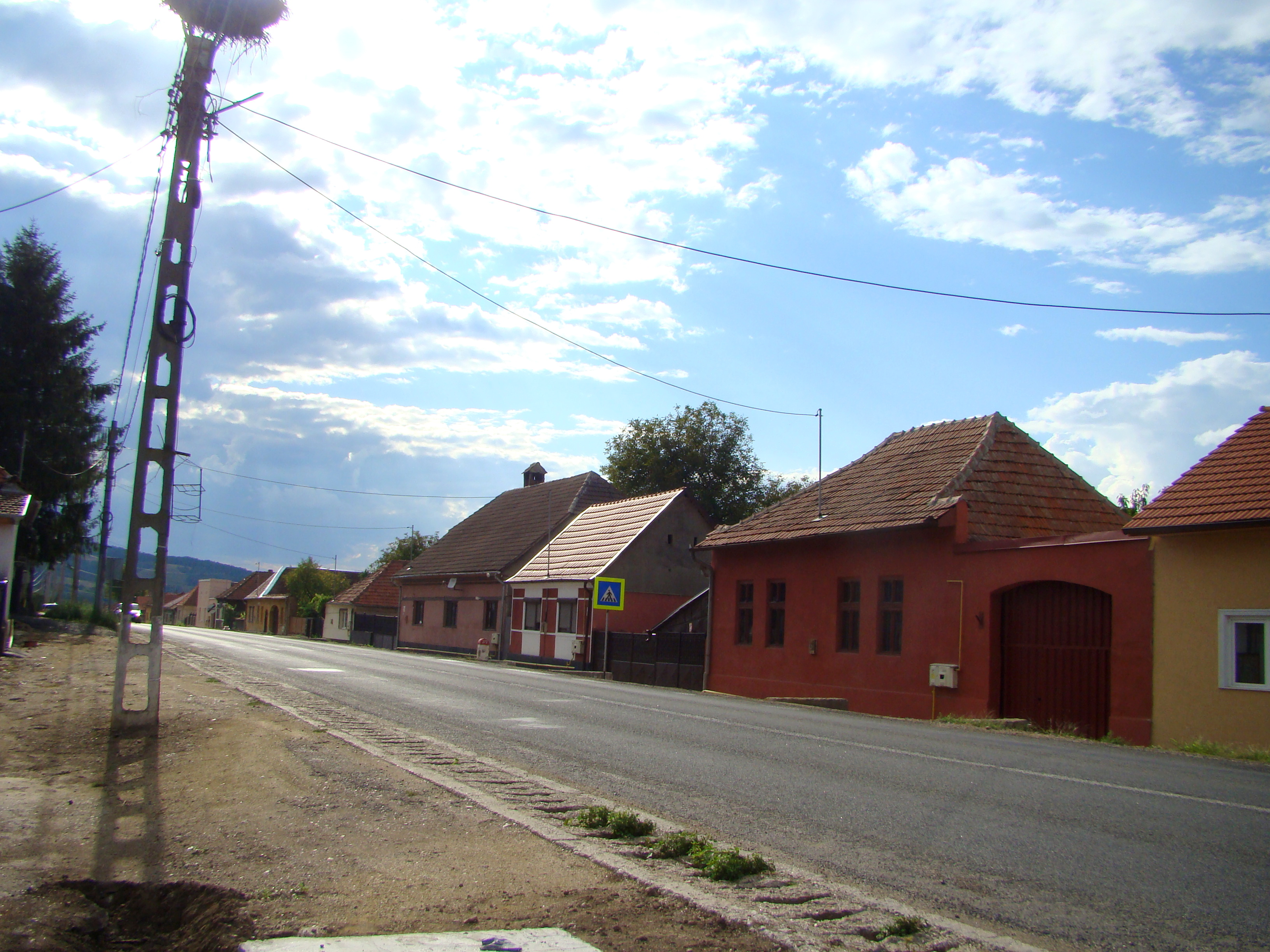
Satul Spini
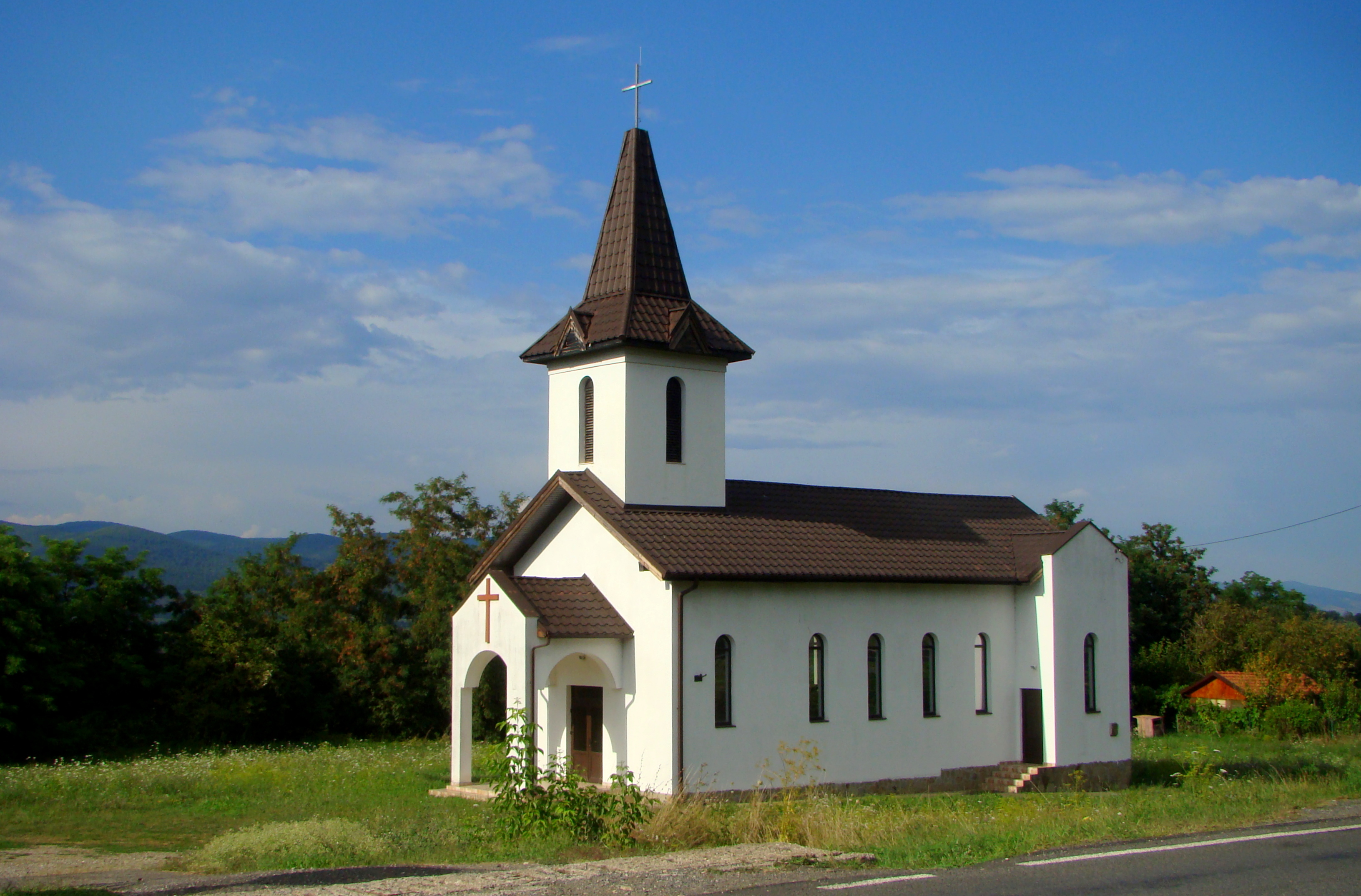
Biserica greco-catolică
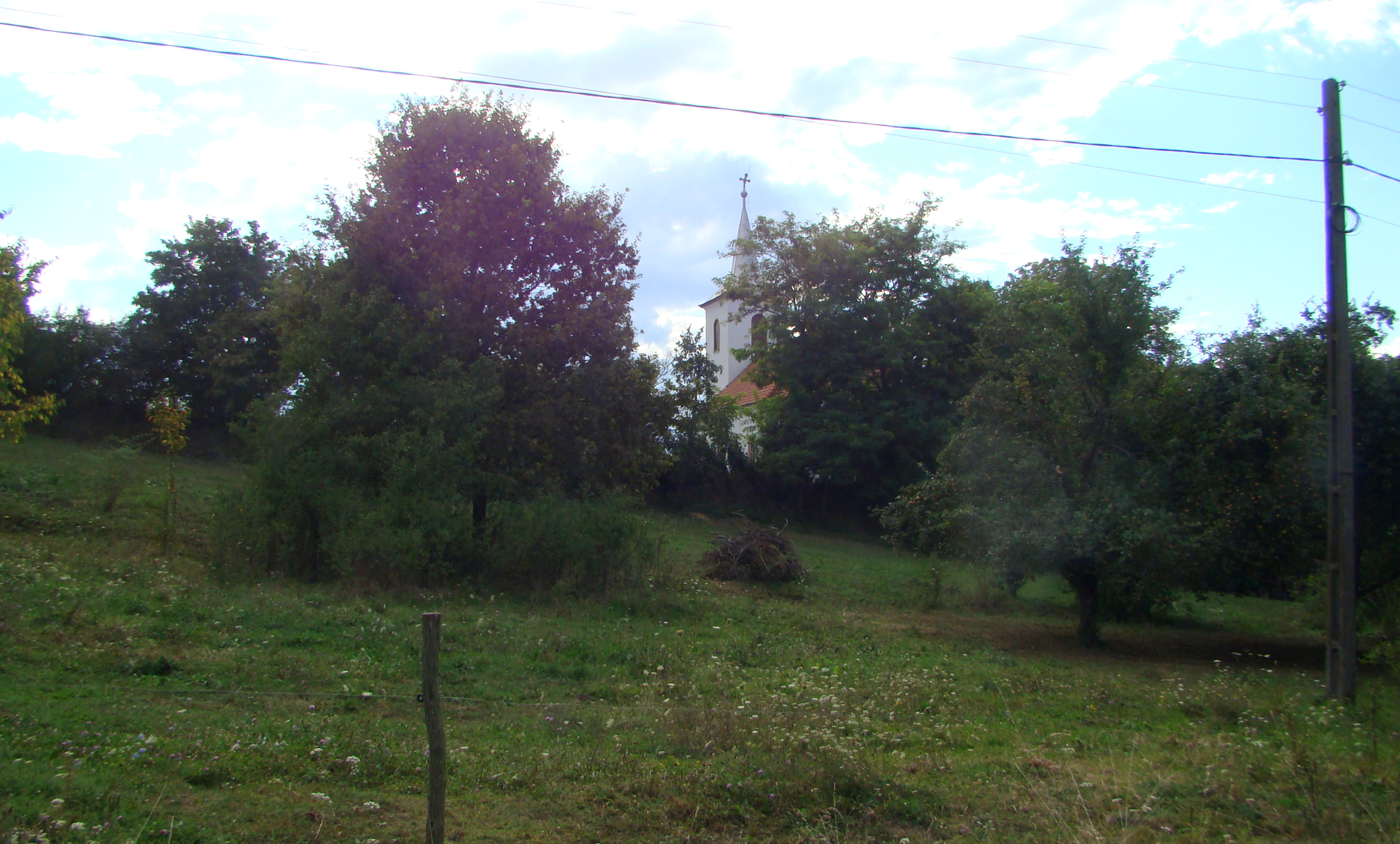
Biserica Sfânta Treime din Spini (1783)